# Karakulfell

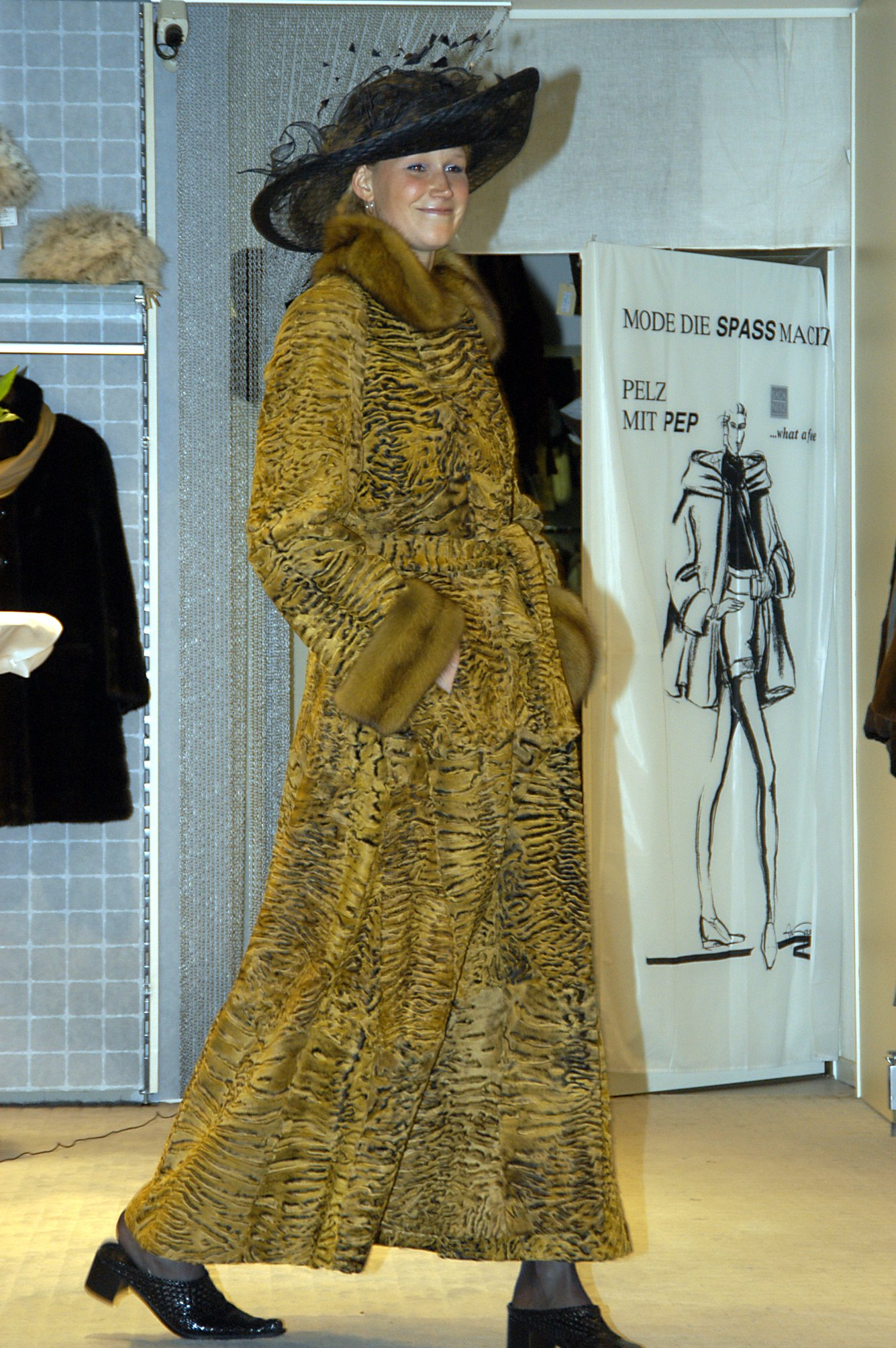
Gefärbter Swakara-Karakulmantel mit Goldzobel-Besatz (2004)

Das Karakulfell oder Persianerfell ist das Fell des Lamms des Karakulschafs. Es unterscheidet sich von anderen Lammfellen durch seine besonders gelockte oder moirierte Behaarung. Das Fell wird für Pelzzwecke genutzt.
→ Ergänzender Artikel: Persianer

## Geschichte

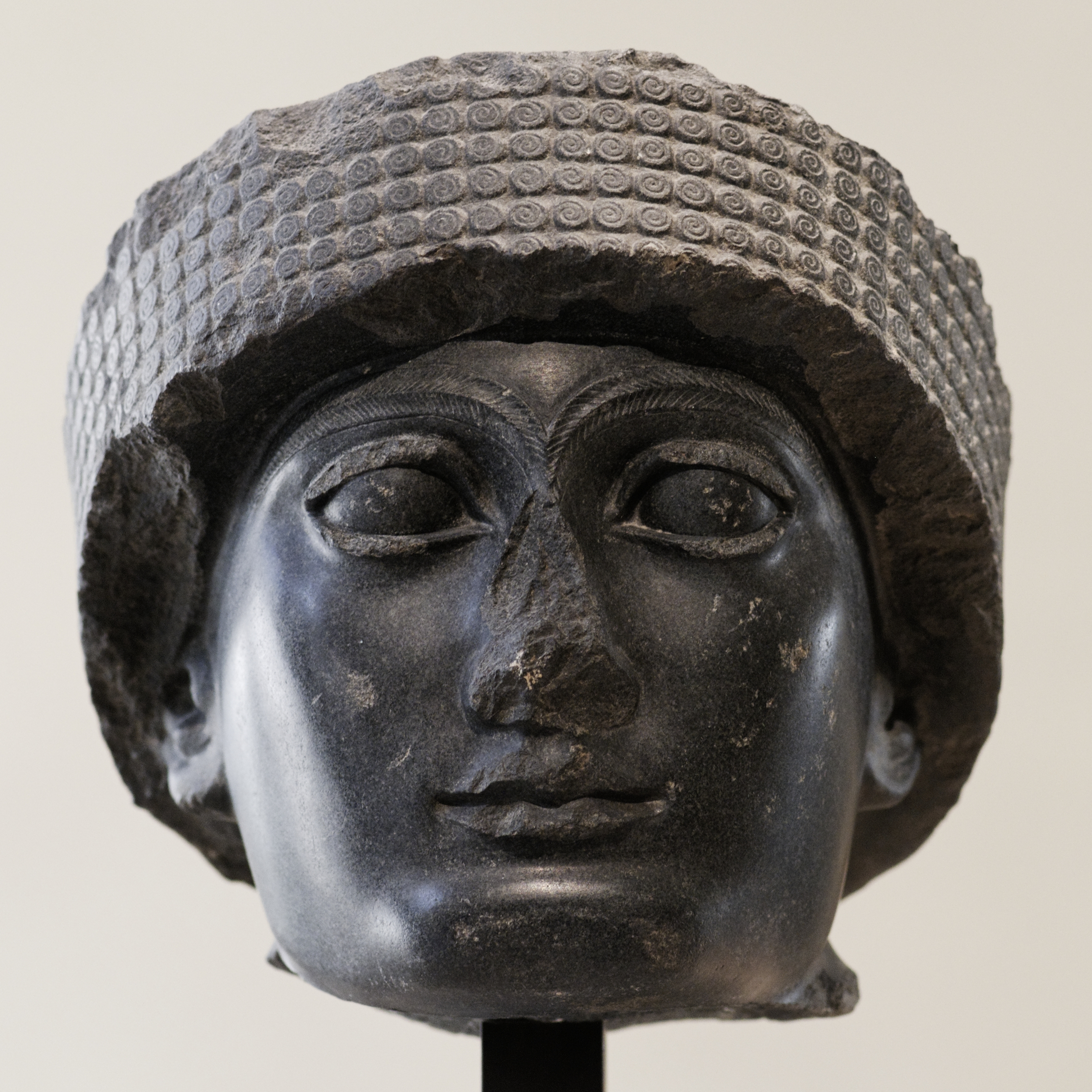
Stilisierte runde Löckchen an der Kopfbedeckung von Gudea, des Prinzen von Lagaš (etwa 2120 v. Chr.)

Uralte Statuen aus der Hethiterzeit zeigen Könige mit Kopfbedeckungen, die nach der Art der Darstellung auf Persianer deuten. Rauchwarenhändler Francis Weiss schrieb, dass Gebiete nördlich des Oxus (Amu Darja) schon immer für die Edellämmer von großer Bedeutung waren. Er deutete den Begriff „budge“, den die englischen Kürschner im 15. Jahrhundert für feine Lammfelle benutzten, als ein von Boghery abgeleitetes Wort, was wahrscheinlich Bukhara ist. Elspeth M. Veale belegt jedoch, dass die Bezeichnung nach dem Ortsnamen Bougie, heute Bejaia, in Nordafrika benannt ist, ein ehemals florierender Handelsplatz in Nordafrika. Sie beschreibt in ihrem Werk über den englischen Pelzhandel „budge“ als eine schwarze, im 15. Jahrhundert äußerst populäre Lammfellart, erstmals unter dem Namen erwähnt im 13. Jahrhundert, als Herkunft gibt sie jedoch Südwesteuropa und nicht das usbekische Buchara an.

Goldenes Pectorale von Towsta Mohyla
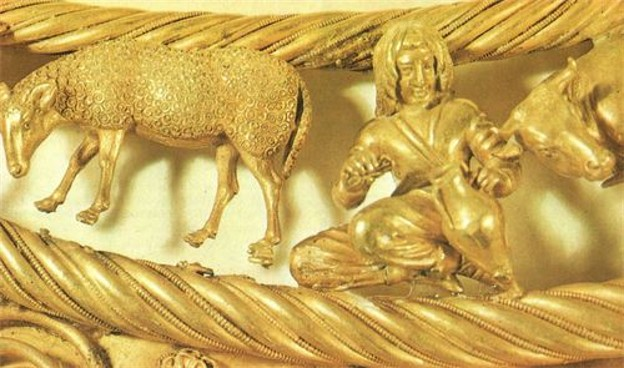
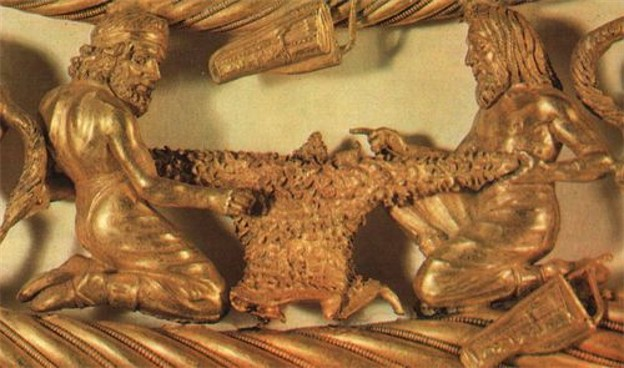

Im Jahr 1971 wurde von dem ukrainischen Archäologen Borys Mozolevskyi in einem Grabkurgan an einem Ort namens Towsta Mohyla im heutigen Oblast Dnipropetrowsk, Ukraine im Grabhügel ein goldenes skythisches Pectorale, ein Brustumhang, entdeckt. Es stammt wahrscheinlich aus dem 4. Jahrhundert v. Chr. und wurde von griechischen Goldschmieden hergestellt, wahrscheinlich einer Werkstatt mit Sitz in skythischen Ländern. Es zeigt im zentralen Bereich zwei Männer, die ein zotteliges Schaffell zeigen. An anderer Stelle befinden sich Schafe, an denen sehr akzentuiert die runden Locken des jungen Karakulschafes ausgeformt wurden.
Im Jahre 1742 wurde berichtet, dass die Perser kleinere Mützen trugen, die vorn mit grauem Lammfell aus Buchara besetzt waren. Von Samara, einem großen Sammelplatz für Lämmer, ist bekannt, dass dort zur selben Zeit bereits die Beine der Lämmer verarbeitet wurden, dass also bereits der im deutschen Sprachraum als Persianerklaue gehandelte Pelz in Mode war. Die erste Nachricht über die Herstellung von Persianermänteln stammt aus dem Jahr 1869, als der Emir von Buchara dem russischen Zaren unter anderem drei Pelze aus grauem Karakulfell als Geschenk überreichte. Aus dem Jahr 1898 ist erstmals die Abbildung eines Persianermantels bekannt, hier als lange Jacke bezeichnet; eine französische Zeitschrift zeigte ein Breitschwanzmodell mit Zobelkragen.
Kleidung aus Hermelinfell in sogenannter getupfter Verarbeitung hieß „Miniver“ (von dem altfranzösischen Menu-vair, die Bezeichnung für die verschiedenen Formen der Fehwammen im Mittelalter). War ein Teil vollständig aus Miniver gearbeitet, nahm man zum Tupfen gewöhnlich Stücken von Sealfellen. War das Hermelin jedoch Bestandteil eines Pelzes aus anderem Fellmaterial, zum Beispiel als Kragen, Manschetten oder Verbrämung, so fertigte man die Tupfen meist aus demselben Fellmaterial. Einige Hermelinroben des 15. Jahrhunderts wurden vor 1900 sorgfältig untersucht, und es hätte kein Zweifel bestanden, dass die schwarzen Tupfen aus Persianerfell („Karakul“) gewesen seien. Weiter hieß es, damit wäre Persianer älter als bis dahin angenommen.
Heute kommen die auch als Karakul bezeichneten Felle nicht nur aus der wahrscheinlichen Urheimat Buchara beziehungsweise aus Arabien, sondern vor allem aus dem Staat Namibia, aus dem Gebiet der ehemaligen UdSSR und aus Afghanistan. Namibia liefert hauptsächlich die flachen moirierten, breitschwanzähnlichen Felle, Russland die klassische, gelocktere Ware und Afghanistan die meist etwas geringer bewerteten, im Haarbild etwas offeneren Karakul.

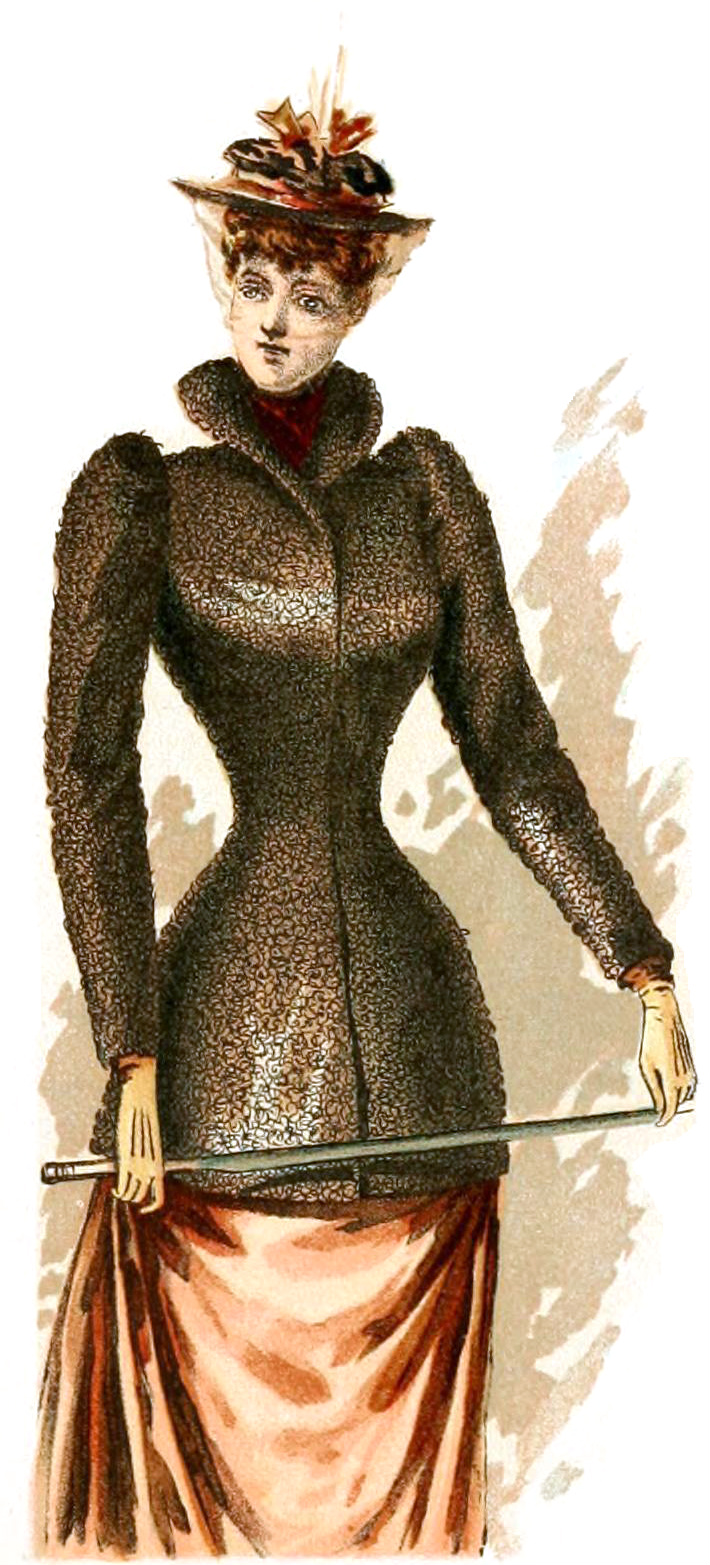
Taillierte Persianerjacke (New York, 1891)
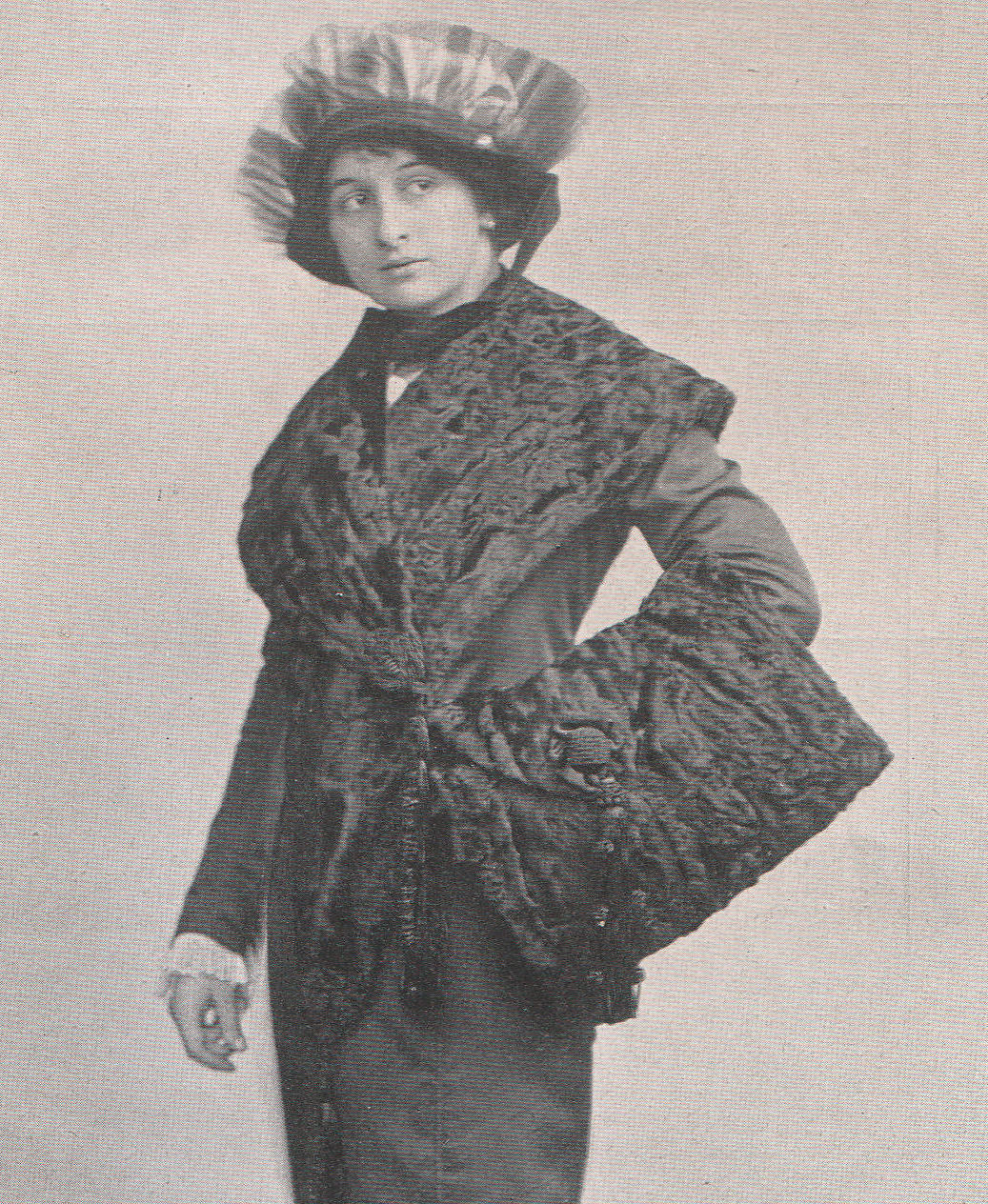
Persianerklauenkragen und ‑muff (Leipzig, 1913)

Der Siegeszug des Karakulfells begann, nachdem 1870 das Blauholzfärbeverfahren für Persianer eingeführt worden war. Bis dahin zählte diese Lammfellart noch nicht zu den Edelpelzen des Rauchwarenhandels. Nachdem es damit gelungen war, das Fell glänzend tiefschwarz und auch das bisher durchscheinende weiße Leder schwarz zu färben, gehörte der Persianer zu den begehrtesten Fellarten seiner Zeit. Dies traf später vor allem auf die Bundesrepublik zu, so dass er dann als klassischer „deutscher“ Pelz galt. Eine regelrechte „Persianerverkaufswelle“, wie sie in einer Fachzeitschrift genannt wurde, begann um das Jahr 1960. In den 1970er Jahren wurde der Persianer vom Nerz abgelöst. Seit etwa 2000 wurde er, vor allem in den neuen östlichen Märkten, zunehmend nachgefragt, was sich in einem erheblich gestiegenen Fellpreis ausdrückte.
Teil der Mode lockiger und moirierter Fellarten war auch der Pelzbesatz, insbesondere aus Persianer, bis er Mitte der 1960er Jahre durch langhaarige Felle abgelöst wurde. Hierfür wurden die Felle auch in Modefarben eingefärbt, was ein vorheriges Bleichen der naturbraunschwarzen Felle bedingt. Dies war zufriedenstellend möglich, nachdem im Jahr 1925 in Amerika die katalytisch geführte Pelzbleiche gelungen war. Die zuvor bereits mit Ferrosalzen behandelten Felle entfärbten sich in oxidativen Bleichbädern, je nach angewandter Konzentration in mehr oder weniger deutlicher Weise. Schon vor dem Zweiten Weltkrieg waren so die ersten kleineren Partien braungefärbter Persianer auf den Markt gekommen. Mit dem Ende der lockigen Kragenmode verwendeten die Kürschner die hellgefärbten Felle zunehmend auch für Jacken und Mäntel. Spielte die geringere Haltbarkeit der aufgehellten Felle solange man sie hauptsächlich zu Kragen verarbeitete keine wesentliche Rolle, gelang es den Pelzveredlern etwa in den 1960er Jahren, die Abriebfestigkeit der Haare auf ein vertretbares Maß zu erhöhen. Es wurde möglich, die Farbe bis hin zu beige zu decolorieren, darauf aufbauend entstanden zusätzlich zahlreiche, natürlich wirkende Bicolor-Farben – eine davon imitierte täuschend echt den goldbraunen Surpersianer – sowie zahlreiche Weiterentwicklungen, wie die auch bei Indisch Lamm angewandte „Ombré“-Ausführung. Im Jahre 1964 meldete die Firma Märkle & Co. (Marco) aus Fürth eine Farbveredlung naturschwarzer Pelzfelle zum Patent an, die sie Royal Dark nannte. Mit diesem, als „neues Schwarz“ angepriesenen, blauschwarzen Farbton hatte sie bis zum Auslaufen der großen Persianermode einigen Erfolg.
In den 1930er Jahren war russischer Persianer ein wichtiger Teil der Pelzmode. Die Felle kamen über die extra dafür gegründete Gesellschaft Impex nach Deutschland und in den Welthandel. Als 1933 bei ohnehin schlechtem Geschäftsgang deren Geschäftsführer Grigori Butzmann, er besaß einen südamerikanischen Pass, seine Aufenthaltsgenehmigung nicht mehr verlängert bekam, wurde das Unternehmen aufgelöst. Deutsche Einkäufer mussten nun wie früher wieder zum Einkauf nach Moskau reisen. Dann gab es unter den Nationalsozialisten eine Überwachungsstelle für Rauchwaren, die besondere Genehmigungen für den Import aus Moskau erteilte. Die Kontingente für den Inlandsverbrauch wurden immer kleiner und hörten 1937 ganz auf, es durfte nur noch Ware für die Wiederausfuhr eingeführt werden, nur ganz selten noch wurden einige Persianersortimente für die Einzelhandelskürschner bewilligt. Bereits 1938 stoppte auch dies, russische Waren verschwanden ganz vom deutschen Markt. Kleinere Restlieferungen aus alten Kontrakten mussten ebenfalls exportiert werden.
Die Verarbeitung erfolgt zu Konfektion aller Art, in den letzten Jahren verstärkt auch zu Wendeteilen mit veloutierter oder nappierter Lederseite. Wie beim Nerz werden alle bei der Fellverarbeitung abfallenden Teile verwendet; auch in der Bundesrepublik wurden in den Nachkriegsjahrzehnten Persianerklauenmäntel und Persianerstückenmäntel als preiswerte Pelze in großer Zahl gehandelt. Die Idee, vom Persianer auch die Klauen zu verwenden, soll Anfang des 20. Jahrhunderts in Paris entstanden sein.

## Felltypen

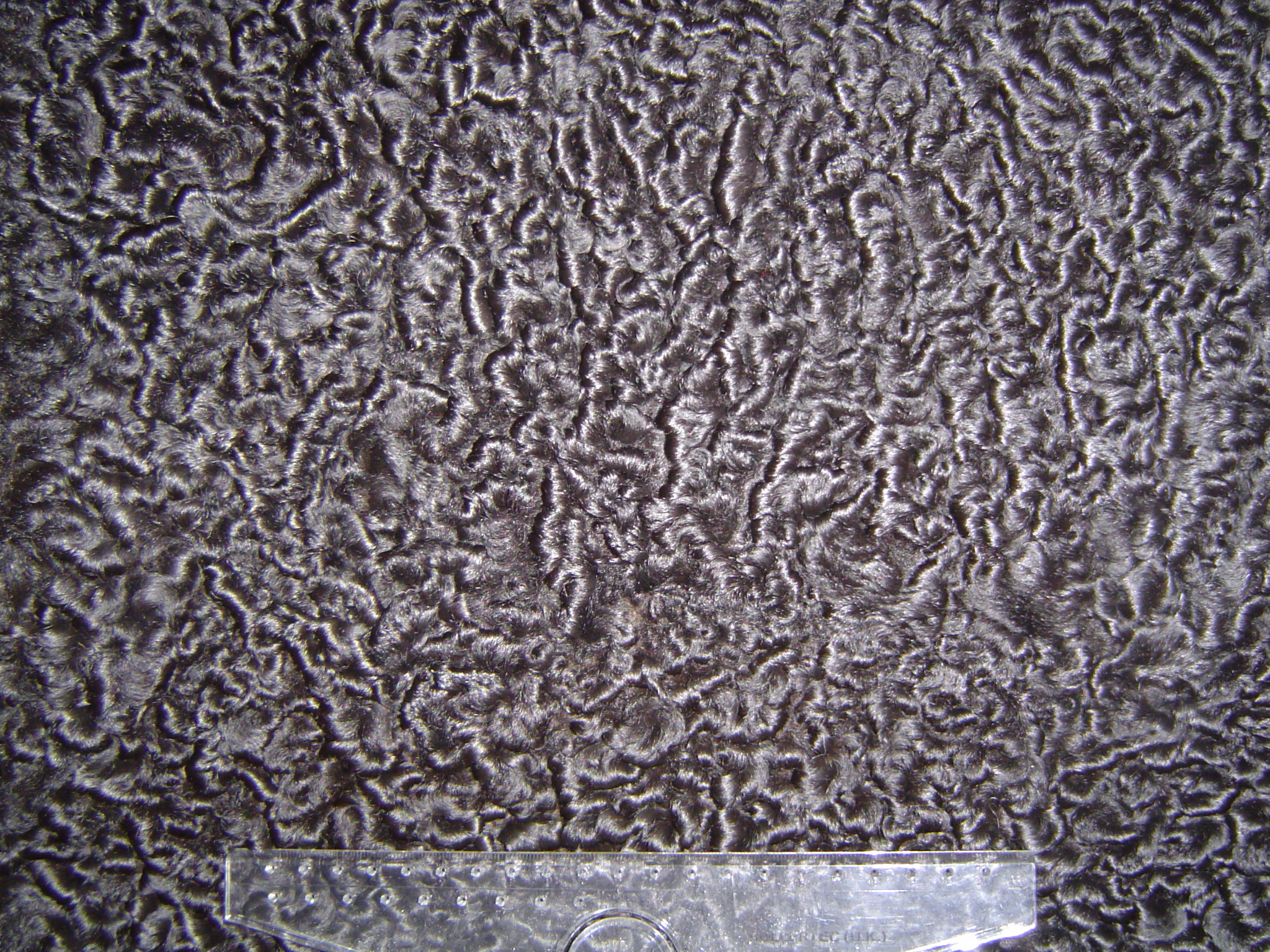
Buchara-Fell (Russland)
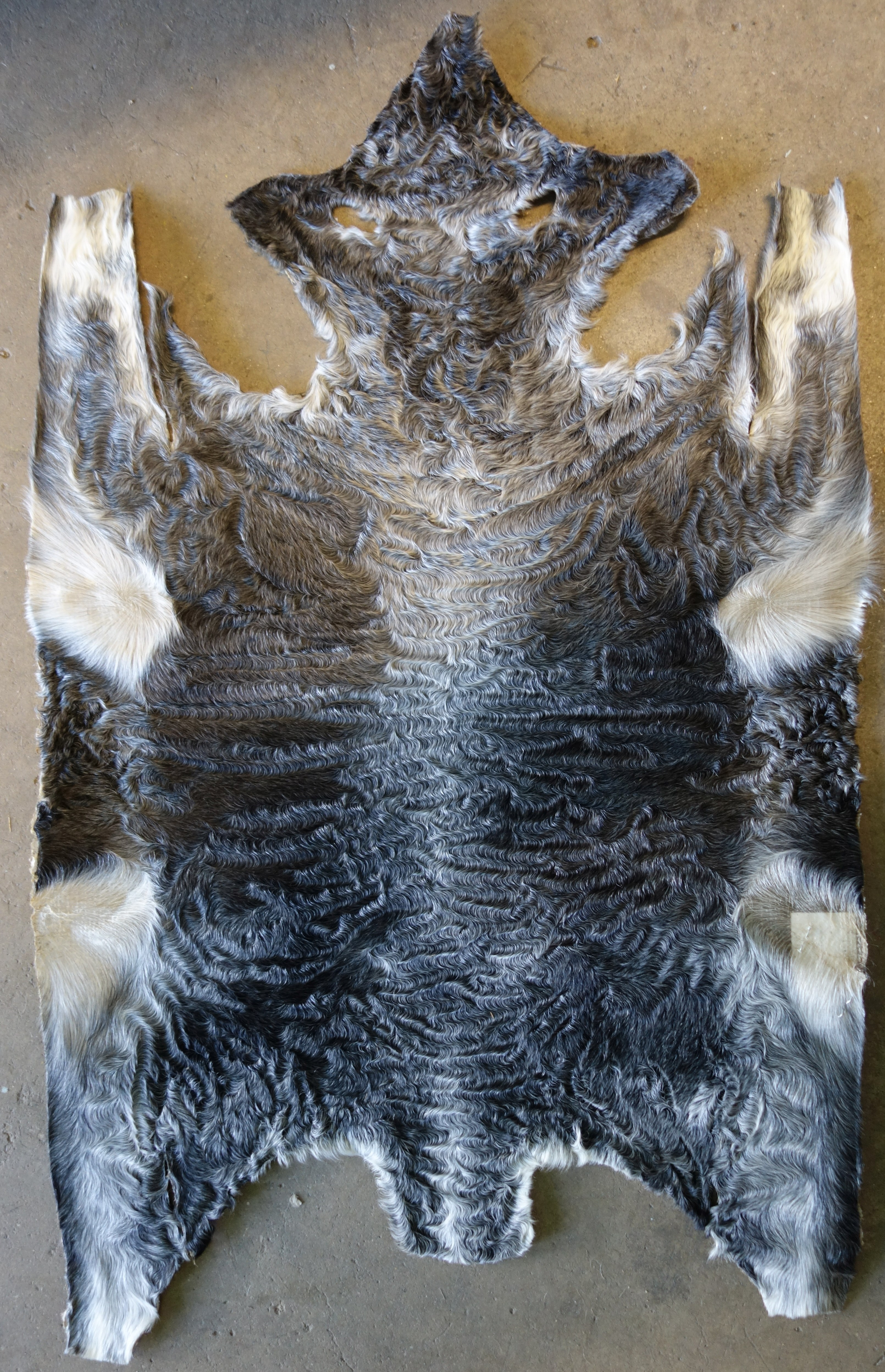
Swakara-Rohfell (Namibia)
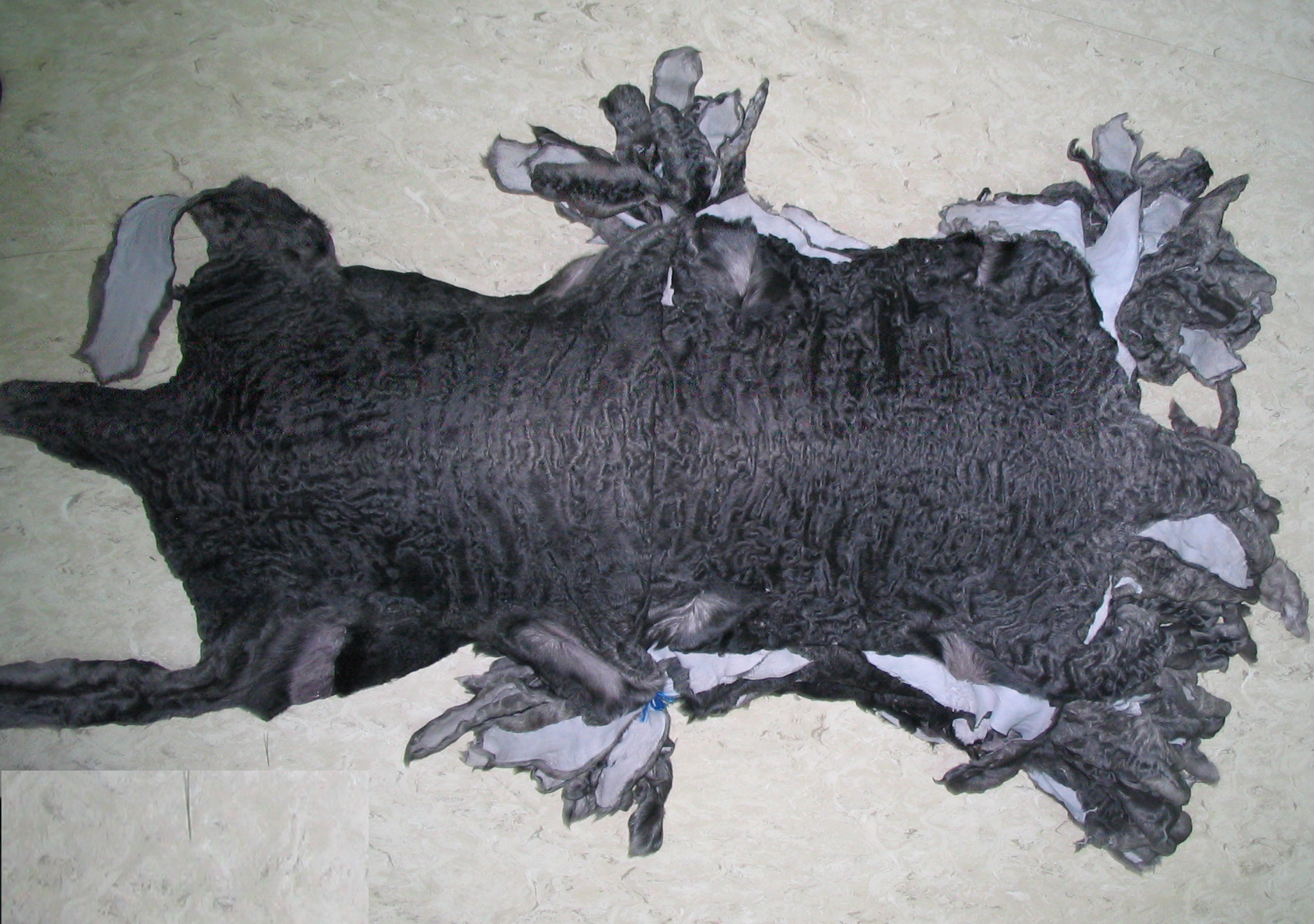
Gefärbte afghanische Karakulfelle (Fellbündel)

Es gibt eine Vielfalt von Lockenformen. Die einmal so beliebten größeren Lockenvarianten sind derzeit deutlich weniger gefragt, die Mode bevorzugt jetzt die flachen moirierten Swakara aus Namibia. Die Felle stammen von wenige Stunden bis zu einige Tage alten Tieren, ehe die Locken sich auflösen und Strähnen bilden. Die ähnlichen Felle von Früh- oder Totgeburten des Karakulschafs werden als Breitschwanz oder genauer als Persianer-Breitschwanz oder Karakul-Breitschwanz bezeichnet. Ein Breitschwanzfell mit noch sehr wenig ausgebildeter Zeichnung und dünnem Leder nennt man Galjak. Die flachen Felle normal geborener namibischer Karakuls werden manchmal auch noch mit der alten Bezeichnung Breitschwanz-Persianer angeboten. Ein Zentrum der Breitschwanzverarbeitung war bis etwa um 2000 Israel. Insbesondere kamen von dort mit der Hand genähte Bodys, Pelzhalbfabrikate für einen Mantel oder eine Jacke.
Persianer, Breitschwanz sowie die besseren Qualitäten der Halbpersianer, zum Beispiel Schiras und Bagdads, werden wegen des höheren Wertes auch als Edellammfelle bezeichnet. Der Sammelbegriff für alle feineren schwarzen Lammsorten, die aus Persien, der Bucharey, Cirkassien, Russland oder der Ukraine zum Handel kamen, war einmal Baranken, Baranki, auch Baranjen und Parangen (von russisch Baran = Hammel), russisch: Merluschki (im Russischen ein Allgemeinbegriff für Lammfell, für die persianerartigen Felle gleichen Namens). Darunter fielen Persianer, Astrachan, Krimmer und die feineren Ukrainersorten.
Die wichtigsten Lockentypen sind die Rippe, die Röhrenlocke, die Zigarettenlocke, die Pfeifenrohrlocke, die Raupenlocke, die Runde oder Bohnenlocke, die Breite Locke, die Korkenzieherlocke und die Pfefferkornlocke. Im Handel waren für bestimmte, vom Kunden besonders gefragte Lockenformen noch weitere Bezeichnungen üblich, wie Berliner Locke, Pariser Locke, Wiener Locke usw. Jury Fränkel’s Rauchwarenhandbuch meint dazu: „Insgesamt kann gesagt werden, dass nur Experten - Züchter, Sortierer in Auktionsgesellschaften, Zurichter, Rauchwarengroßhändler - sich bis ins Einzelne in diesen Fellen auskennen. Dem Kürschner werden reine Sortimente - Mantel- und Jackenbunde - vom Rauchwarengroßhandel unter der Bezeichnung der Herkunftsgebiete angeboten“. Als zur Zeit der Corona-Pandemie die Fellauktion im April 2020 nur per Internet stattfinden konnte, wurden Nerzfelle relativ normal gekauft. Eine Fachzeitung meldete: „Die Versteigerung der Swakara-Felle war online nur in geringfügigem Maße möglich. Dies liegt vor allem in der mangelnden Möglichkeit einer tatsächlichen Inaugenscheinnahme der Felle vor Ort begründet.“
Die Rohfelle kommen immer offen abgezogen und gespannt in den Handel, gesalzen und luftgetrocknet (Südafrika) oder schrotgebeizt (Sowjetunion, Afghanistan).
Obwohl Karakul in der Regel naturschwarz sind, werden die Felle meist zusätzlich schwarz gefärbt. Das erhöht den Glanz und verstärkt den Schwarzton. Zumindest bis vor noch nicht so vielen Jahren erfolgte diese Veredlung wenigstens teilweise noch mit den ursprünglichen Holzfarbstoffen aus Blauholz und Campecheholz, die gleichzeitig eine gerbende Eigenschaft haben. Das Blauholz verlieh dem Persianer den damals für das Fell typischen aber bei Kennern beliebten Persianergeruch. Die Historie besagt, dass es bei Versuchen in den 1870er Jahren dem Leipziger Markthelfer Mandel erstmals gelang, Persianerfelle mit Holzfarbstoffen auf glänzend tiefschwarz zu veredeln.
Fast schwarze Felle mit, vor allem in den Köpfen, „weißen“ Partien werden als Schneepersianer gehandelt. Daneben gibt es naturgraue, naturbraune und naturweiße Felle. Seit vielen Jahren kann man die Persianerfelle bleichen und anschließend färben, so dass sie in allen Fantasie- und Modefarben angeboten werden. Naturbraune weisen gegenüber schwarzen Fellen eine geringere Lockung auf. Ursache ist das Melanin, das im Haarinnern winzige kristallähnliche Pigmente bildet, die im schwarzen Haar eine andere Struktur haben und sich dort an anderer Stelle ablagern als im braunen Haar. Fehlt das Melanin ganz, wie beim weißen Fell, fehlt mehr oder weniger auch die Lockung. Für die Pelzverarbeitung relevante weiße Felle entsprechen deshalb immer dem moirierten, nicht gelockten Breitschwanztyp.

## Russische Karakul

Russischer Persianer
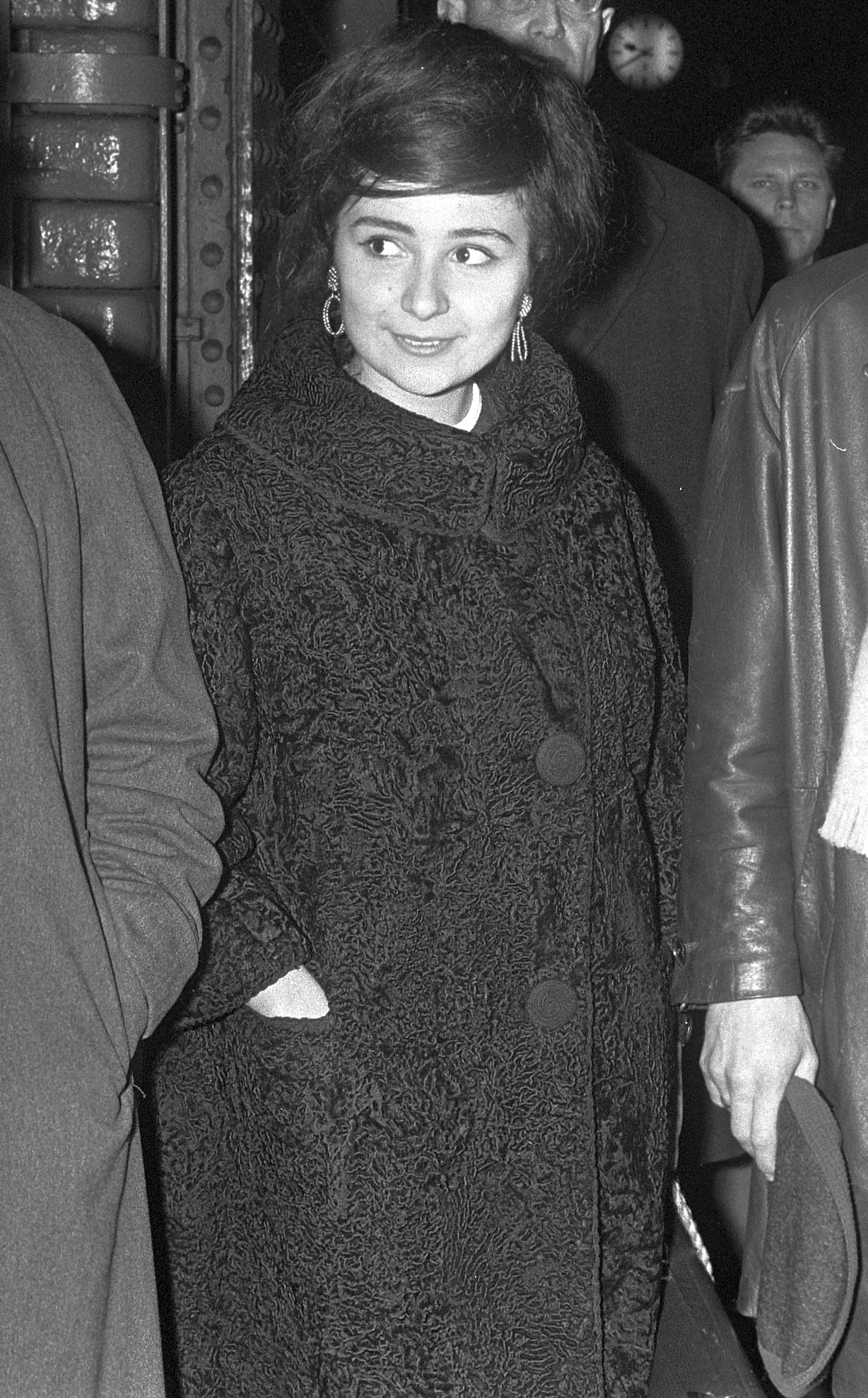
Violinistin Liana Issakadse mit Persianermantel (1967)
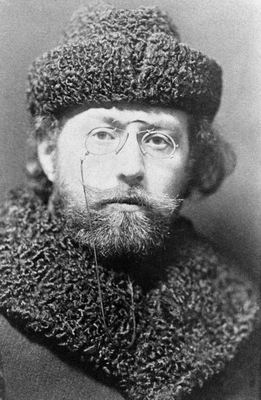
Schriftsteller Michail Arzybaschew mit Persianermütze und -besatz (USA, etwa 1905)

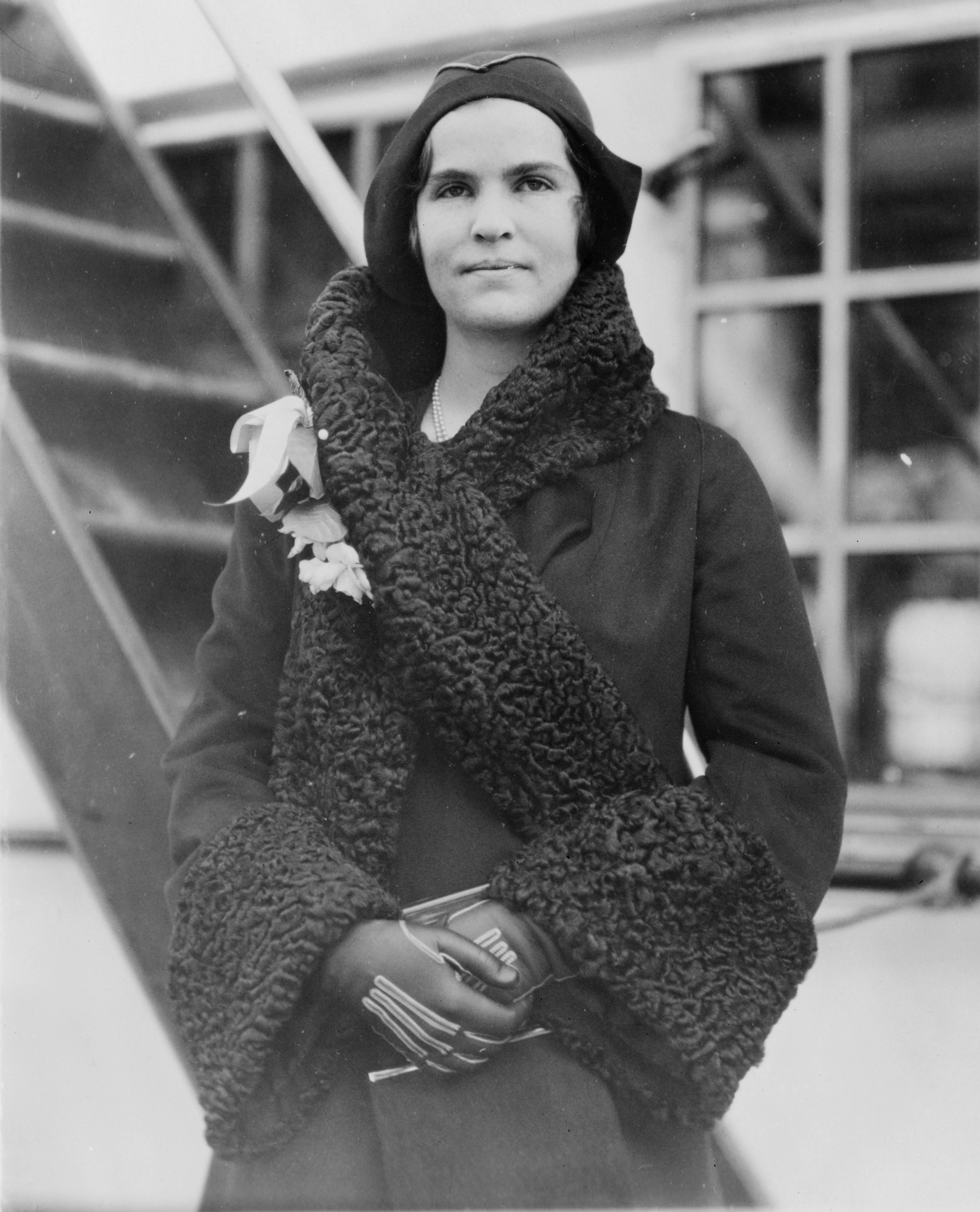
Elizabeth Hughes Gossett, Mantel mit Persianerbesatz (ca. 1930)
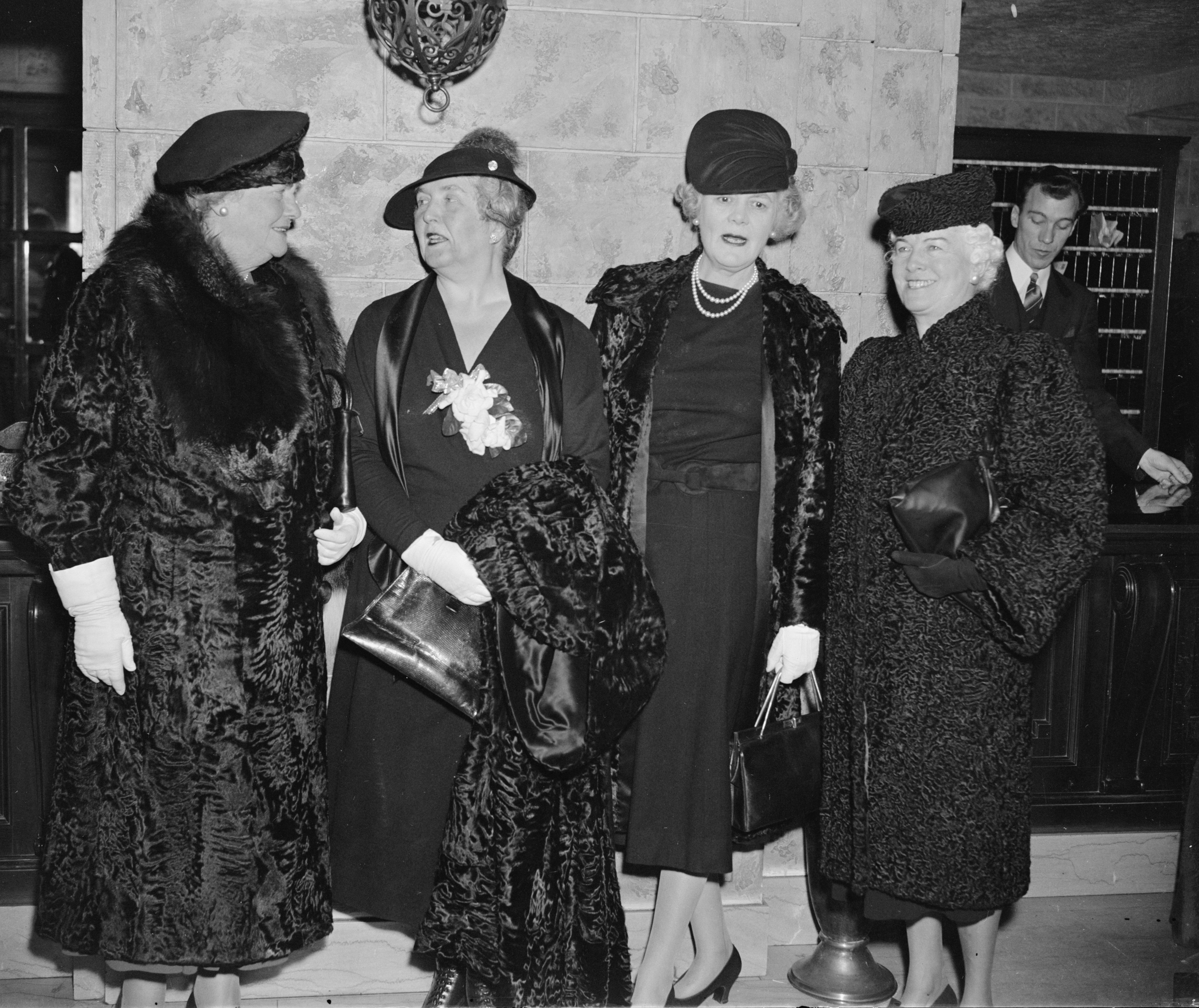
Drei Breitschwanz- und ein Persianermantel (USA, 1938)

Typisch für die Fellform des Russischen Karakuls ist der spitze, langgezogene, schmale Kopf, die in voller Länge anhängenden Läufe und der lange Schwanz (im Gegensatz zum namibischen Persianer mit kurzem viereckigen Kopf, abgeschnittenen Extremitäten und kurzem Schwanz).
Für Rohfelle aus der Buchara war in den Jahren vor dem Ersten Weltkrieg (1914–1918) folgendes Sortiment üblich:
- Jaquetny Parni. Ballen zu 164 Fellen.

Mehr oder weniger mittlere Locke. Beste ausgesuchte Ware.
- Jaquetny Dvuchparny. Ballen zu 104 Fellen.

Meist ein Drittel bis einhalb beste Sorte, ein Drittel mittlere Qualität. Ein Achtel kleinere weiche gelockte Ware geringerer Qualität, in Leipzig war sie als „Oberkopf“ im Handel.
- Golovka: Ballen meist zu 200 Fellen.

Früher war dies die beste Ware, später die mittlere, geringere sowie unterste Sorten zusammen. In Leipzig wurden sie „Köpfe“ oder „Partieware“ genannt.
- Flora. Ballen zu 164 Fellen.

Beste ausgesuchte klein gelockte Felle. In Russland wurden sie meist für bessere Mützen verwendet.
- Shaposhny. Ballen zu 186 Fellen.

Gute und geringere Felle mit gezogenen kleinen Locken. Sie wurden zu einfachen Mützen verarbeitet.
- Kirpuk. Feinste Breitschwanzpersianer. Infolge der stark verbreiteten Kreuzungszucht war der Anfall dieser edlen Sorten jedoch klein. Wegen der hohen Preise für Breitschwanz wurden kleinste und leichtere Felle mit diesen zusammensortiert.[20]

Der wertvollste und auch führende Lockentyp unter den schwarzen Karakuls ist seit jeher „Jaketny“, neben „Kirpuk“, „Kaukasus“ neben anderen.
Nicht nur eine Farb-, sondern auch eine Qualitätsvariante sind die braunen Surpersianer, die die strapazierfähigste Wolle haben (auch bei Teppichen). Verschiedene Naturfarben verleihen dem Fell einen besonderen Farbeffekt, wobei der Haargrund dunkler als die Haarspitzen ist. Bei Silber-Sur zum Beispiel sind die Haarspitzen cremefarben, hellgelb oder weiß; bei Golden-Sur tiefgelb. Diese Felle wurden bis zum zehnfachen Preis bester schwarzer Karakulfelle bewertet.
Weitere Farbvarianten sind Braun (Hauptnuancen rot- und hellbraun, braun und dunkelbraun), Halali (zweifarbig, braun mit schwarzen Seiten), Kambar (gleichmäßig grau-blau-bräunlich), Sedinoi (dunkel bis schwarzgrau mit schmalem, grauen Grotzen), Gulgas oder Guligas – der Name bedeutet „Blumen“, (Kombination von braunen und weißen Härchen verschiedener Nuancen), Schnee (dunkelgrau mit weiß besonders im Grotzen, zum Kopf hin zunehmend).
1969 veröffentlichte die russische Rauchwarenhandelsgesellschaft V/O Sojuzpushnina die Eintragung des Handelsnamens Buchara-Karakul-USSR für russische Persianerfelle. Die Verwendung des Namens darf nur für die aus diesen Fellen hergestellten Kleidungsstücken und Accessoires verwendet werden, die nachweislich zu 100 % aus der UdSSR stammen, zu den Provenienzen Usbekistan, Turkmenistan und Kasakstan gehören und bestimmte Qualitätsnormen erfüllen.
Im selben Jahr, 1969, unternahm eine international zusammengesetzte Gruppe der Pelzbranche eine Studienreise zu den Produktionsstätten der russischen Karakul, Warenzeichen „Buchara“. Das Karakul-Institut in Samarkand mit seinem Direktor Anetschow befasste sich mit der wissenschaftlichen Erforschung des Karakulschafes, seiner Ernährung, Fortpflanzung, Lockenbildung und züchterischen Weiterentwicklung. In Buchara besichtigte die Gruppe eine Fabrik mit etwa 300 Beschäftigten, in der die Felle fertig gemacht wurden. Zwei weitere gab es in Tschimkent in Kasachstan und in Tschadscho in Turkmenistan. Die Jahresproduktion belief sich laut Plan auf 1,5 bis 2 Millionen Felle, die die Firma von den Genossenschaften und von privaten Einzelzüchtern kaufte. Die Felle kamen salzgetrocknet an und wurden nach einer groben Vorsortierung gewaschen, dann in Holzhaspeln sechs bis zwölf Tage in einer Kleiebeize belassen, in der sie das für russische Karakul-Rohfelle typische Aussehen erhielten. Danach wurden sie zu Tausenden auf einem Platz im Freien getrocknet und anschließend sortiert. Je nach Plan ging ein Teil in die Färberei in Rostokino bei Moskau, der andere wurde für die Auktionen sortiert. Das Sortiment umfasste 21 oder mehr Gruppen, die nach dem Lockencharakter jeweils in 6 Qualitätsstufen unterteilt wurden.
Auffallendes Merkmal der russischen Persianer ist die runde Locke. Der Prozentsatz an rippigen Fellen ist kleiner als bei den afghanischen und bedeutend kleiner gegenüber denen aus dem südwestlichen Afrika. Doch bemühte man sich schon vor Jahren um eine Vermehrung der flachen Lockentypen.
Nach Kroll/Franke betrug das Auktionsangebot 1987 etwa 850.000 Felle, wobei der tatsächliche Anfall stets ein Mehrfaches betrug.S. 271 Die Handelsgesellschaft Sojuzpushnina schrieb etwa 1985 in einer Selbstdarstellung: „Obwohl annähernd 6,5 Millionen Karakul-Felle jährlich in der Sowjetunion geerntet werden, sind nur 2 Millionen davon für den internationalen Markt verfügbar. Der Hauptteil der Ernte, etwa 65 bis 70 Prozent, ist schwarzer Bukhara. Grauer Bukhara erreicht etwa 12 Prozent der Gesamtproduktion. Die verbleibenden 20 Prozent der Bukhara-Ernte sind von anderen außergewöhnlichen Farben. Davon ist Sur die bedeutendste und der Stolz der sowjetischen Karakul-Zucht. Außer vielen Braun-Schattierungen gibt es noch die Rosa-Variationen, die fremde schöne usbekische Namen tragen, wie Guligas, Kombar, Khalili.“

### Breitschwanz, Persianer-Breitschwanz

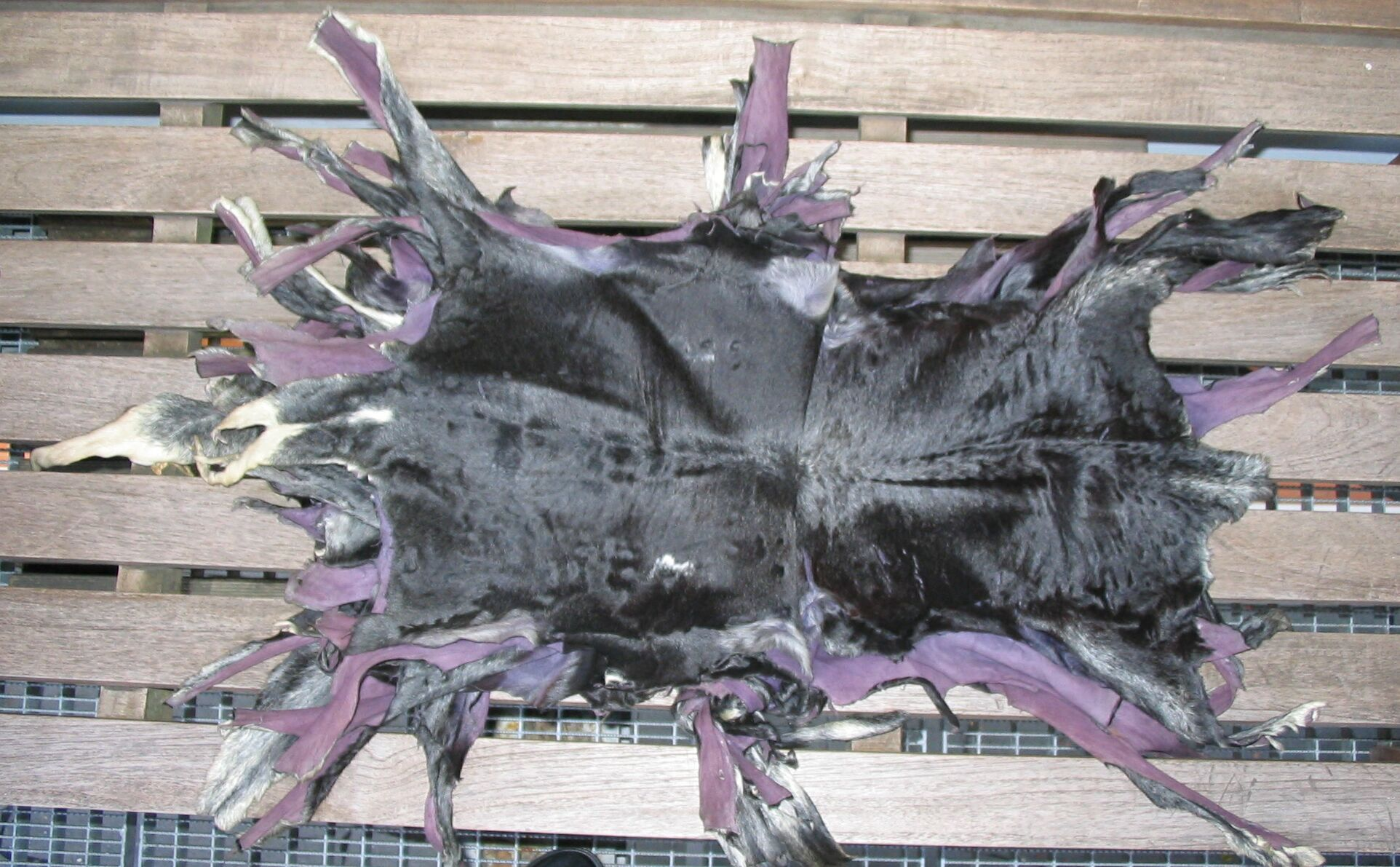
Russische Breitschwanzfelle

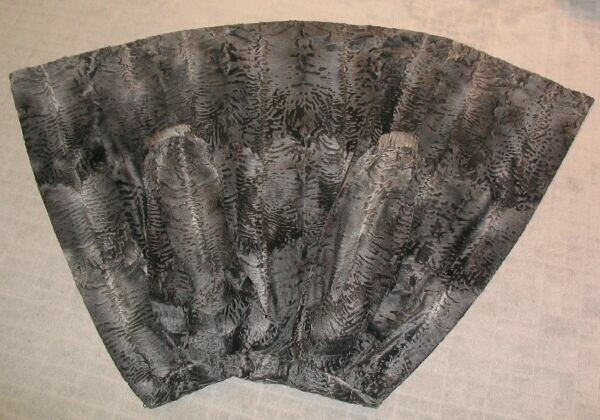
Ausgebreitet liegender Persianer-Breitschwanz-Mantel, um 1990

Breitschwanzfelle ohne zusätzliche Herkunftsbezeichnung stammen von zu früh geborenen, nicht normal ausgetragenen Karakullämmern russischen oder afghanischen Herkommens. Die Qualität ist entsprechend der unterschiedlich stark entwickelten Fellzeichnung sehr verschieden und der Preis stark von der modebedingten Nachfrage abhängig.
Für Breitschwänze gibt es ein eigenes Sortiment, das im Laufe der Jahre auch immer wieder geändert wurde. 1964 wurde folgendermaßen sortiert:
- Russland

a) Schwarze
1. Karakulcha (Qualität: dünn (Dünne))
2. Karakul karakulcha (Qualität: kräftig (Dicke))
Klassifizierung der Sorten 1 und 2:
I: Größte Sorte; beste gleichmäßige Zeichnung; schönster Glanz
II: Etwas flacher; Zeichnung nicht so gleichmäßig
III: Kleiner, noch flacher; Zeichnung unregelmäßig
Galjak: Ganz flach (Klassifikation nur bei Sorte 1)
Beschädigte
b) Graue
Qualitäten: Flache und Dicke. Bei zu kleinem Angebot wird jedoch nur eine Sorte angeboten
c) Farbige
Braune, Sur usw.
- Afghanistan

a) Schwarze
1. Dünne (Qualität: dünn); 2. Dicke (Qualität: kräftiger)
Klassifizierung der Sorten 1 und 2:
I: Reguläre
II. Dubar
III: Zweitklassige Qualitäten
IV. Schecken; stark Beschädigte usw.
b) Graue
Grundsortiment und Klassifizierung wie Schwarze
c) Farbige
Braune, Sur usw.

## Afghanische Karakul

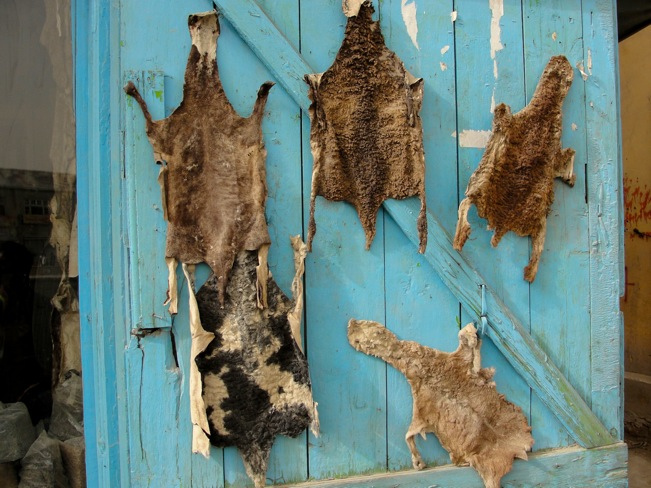
Afghanische Persianer geringster Qualität (Ausschuss) auf einem Markt in Kabul, 2010

Die Beschaffenheit und Größe der Locken der afghanischen Karakul ist etwa wie bei der russischen Provenienz der turkmenischen Persianer, doch ist die Form öfter unregelmäßiger. Die Locke ist von kleinen Haarspitzen bedeckt oder überwachsen, was meist die Wirkung des Glanzes beeinträchtigt, die Seiten sind meist weniger gelockt. Der Kopf endet in zwei von den Backen gebildeten Zipfeln, die Felle sind leichtledriger als die Turkmenen.
Ein Vergleich von im Jahr 1970 im Iran geborener eintägiger Karakullämmer mit Karakuls aus Namibia kommt zu dem Ergebnis, dass das Haar der iranischen Lämmer durchweg signifikant länger und kräftiger ist als das der afrikanischen Swakara. Auch war erkennbar, dass in Namibia die Zucht weitaus zielstrebiger auf bestimmte Haarqualitäten durchgeführt wurde. Allgemein kam die Studie zu der Aussage: „Je kürzer das Haar, umso kleiner die Locke und umso stumpfer der Glanz des Felles; je länger das Haar, umso größer die Locke und umso leuchtender der Glanz“.
In Afghanistan werden schwarze und graue Karakul gezüchtet; schon 1966 kamen erste Neuzüchtungen (hellbeige, fawn) in den Handel, wesentliche Mengen sind jedoch nicht bekannt geworden. Hauptsächliche Sorten schwarzer Karakul auf den Londoner Auktionen sind Nazutchka, Arghul, Chaqmaci, Karakulcha, teilweise mit weiteren Untersorten.
Die Aufbereitung der Lammfelle erfolgt nach der russischen Methode: Reinigen – Salzen oder Schrotbeizen – Stapeln – Umschichten – Trocknen. Eine fabrikmäßige Weiterverarbeitung (Zurichtung, Veredlung) findet im Iran nicht statt. Lediglich kleine Handwerksbetriebe bestehen, die Felle gerben und gleichzeitig verarbeiten, die meisten gehen als Frisch- oder Trockenfelle in den Handel.
Im Jahr 1991 wurden auf einer Auktion in Frankfurt am Main 60.000 afghanische Persianer erstmals orientiert an den namibischen Sortierverfahren angeboten. Die Farbbezeichnungen waren white, extra light, light, sky, dark grey und extra dark. Die Qualitätsstufen umfassten selected, 1, 2 und 3. Die Sortenbezeichnungen waren AO, AK-flat, AK, Anflat, AN und AM.
Aus Afghanistan kamen 1987 etwa 750.000 Felle auf den Weltmarkt. Modebedingt und durch die Unruhen im Land war der Export zwischenzeitlich praktisch zusammengebrochen. Neuere Zahlen liegen nicht vor; 2007 schrieb Kopenhagen Fur im Auktionsbericht, „[…] großes Angebot in Karakul aus Afghanistan und Usbekistan“.

## Swakara

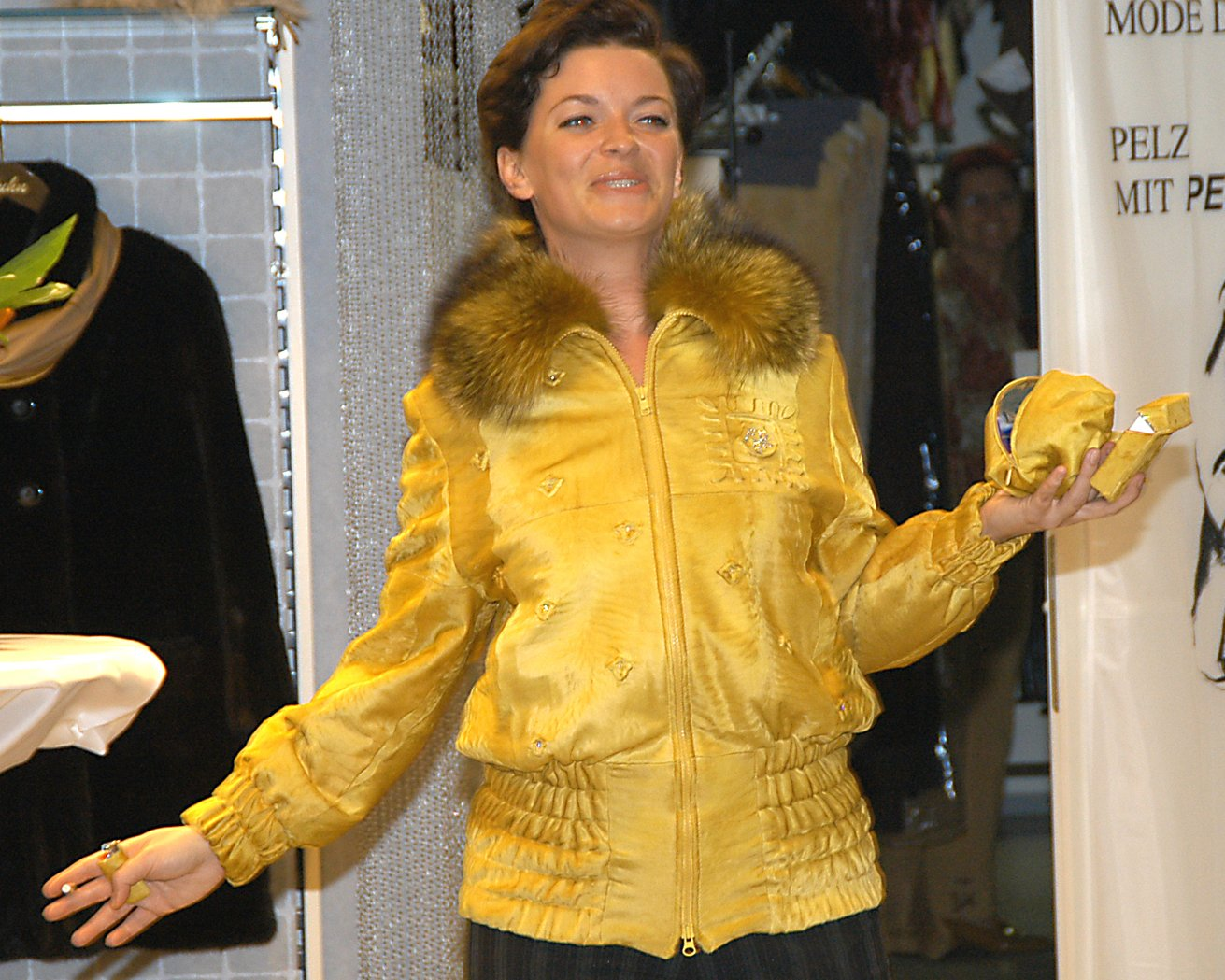
Jacke, Tasche und Zigarettenetui aus gefärbtem Swakara (2004)

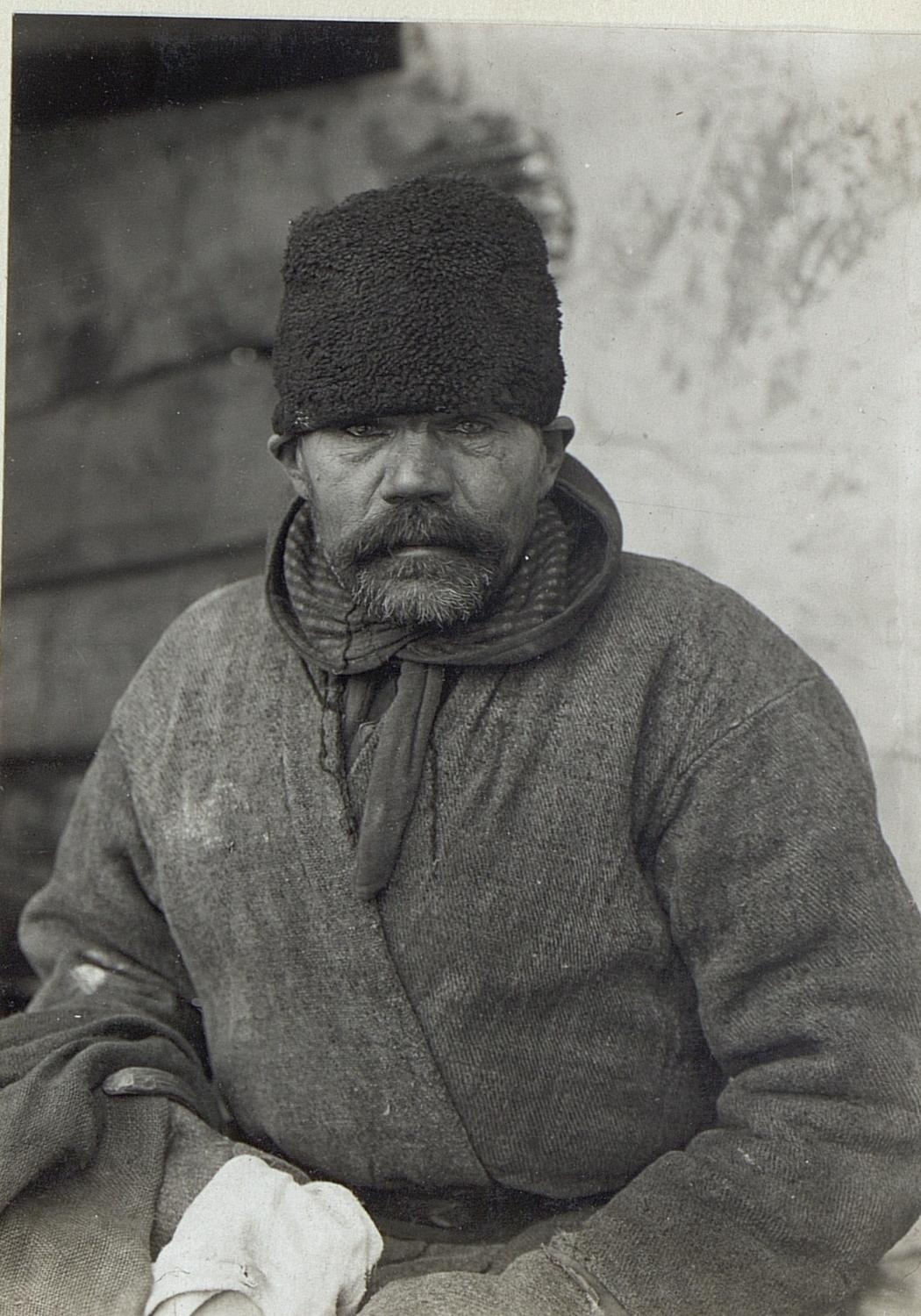
Russe mit Mütze aus Krimmer (1917)

1907 wurden die ersten russischen Karakulschafe von Deutschland nach damals Deutsch-Südwestafrika, dem heutigen Namibia, gebracht. 1924 kamen die ersten Felle zu den Leipziger Rauchwarenhändlern. Die dort durch Einkreuzungen und Zuchtauslese entstandenen flachen Qualitäten werden in der Branche als Breitschwanzpersianer bezeichnet, weil sie den in der Struktur dem wesentlich flacheren und dünnlederigen russischen Breitschwanzfellen ähneln; tatsächliche Breitschwänze fallen in Namibia kaum an.
Direkt ab Beginn der Karakulzucht im damaligen Südwestafrika wurden die Felle auf dem internationalen Markt als South West African Persian Lamb (SWAPL) angeboten, in Deutschland als Süd West Persianer. 1966 beauftragte man eine Werbeagentur mit der Suche nach einem eingängigeren, besser zu handhabenden und in allen Sprachen gleich auszusprechenden Namen. Die geschützte Handelsbezeichnung S. W. A.-Persianer (Süd-West-Afrika) wurde 1969 durch den ursprünglich nur für den amerikanischen Markt vorgesehenen Namen Swakara (South West African Karakul) ersetzt. Der Rauchwarengroßhändler Jürgen Thorer ließ in Deutschland für seine Firmengruppe den Markennamen „swakara“ schützen; 1979 wurden die Namensrechte an das namibische, halbstaatliche Karakul Board übertragen.
Im Jahr 1937 war bereits die Millionengrenze der Fellproduktion Süd-West-Afrikas um mindestens 100.000 Felle überschritten worden. Im Jahr davor betrug der Wert des Gesamtexport des Landes an Karakulfellen 3.106.900 Pfund. An erster Stelle standen Diamanten, mit 895.500 Pfund. Beim landwirtschaftlichen Export führten die Karakulfelle mit weitem Abstand.
Nordamerika war zeitweilig ein sehr großer Absatzmarkt für Persianer. In den Kriegsjahren seit 1940, bis 1946, schickte der südwestafrikanische Karakulfarmer Hans Jürgen von Hase seine gesamte Produktion in die USA: „Sie wurde dort verarbeitet, es gab dort sehr gute Persianerverarbeiter durch die Emigranten aus Leipzig, die sich in New York befanden. Nach dem Krieg kam eine gewisse Umkehr aus zwei Gründen: Erstensmal waren wir zu dicklockig geworden und das interessierte die Amerikaner nicht mehr, das Produkt war nicht mehr schön. Und zweitensmal stiegen die Europäer mit solcher Vehemenz wieder in den Pelzmarkt ein, daß sie die Ware zu einem höheren Preis absaugten. So verloren wir dem amerikanischen Markt und haben ihn trotz größter Bemühungen mit einem sehr viel edleren Produkt noch nicht einen höheren Prozentsatz Ware wieder da absetzen können [1981]“.
Seit der Zeit nach dem Zweiten Weltkrieg erzielten südafrikanische Persianer auf dem Weltmarkt, damals dominiert durch die Bundesrepublik, bessere Preise als die gelockten Felle aus der Urheimat Russland. Schon 1954, neun Jahre nach Beendigung des Zweiten Weltkriegs, wurden etwa 38 Prozent der Fellernte in die Bundesrepublik eingeführt, 1958 waren es bereits 55 Prozent (1.900.000 Felle im Wert von etwa DM 45 Millionen DM). Eine weitere Steigerung wurde erwartet. Von den um 1960 anfallenden 3,5 Millionen Fellen kamen 2,5 bis 2,8 Millionen aus Südwestafrika, heute Namibia, der Rest aus der Südafrikanischen Union.
Der Name „Persianer“ wird seit 1924 als geschützt angesehen, nachdem die Industrie- und Handelskammer Leipzig in einem Gutachten entschied, „dass als Persianer im Sinne des Handels das Persianerfell russisch-bucharischer, afghanischer und südwestafrikanischer Herkunft zu gelten habe“. Ab 1966 wurden bestimmte Spitzenqualitäten südwestafrikanischer Persianer und Breitschwanz (gemeint ist wohl ehemals so genannter „Breitschwanzpersianer“) unter der Qualitätsbezeichnung Swakara angeboten. Inzwischen wurde der Handelsname Swakara von der Züchtergemeinschaft auch zur offiziellen Bezeichnung für die Zuchtlinie erklärt (Swakara-Karakul).
In strikten Zuchtversuchen entwickelte der Züchter Thompson die Lockentypen „Watered Silk“ (WS) und „Shallow Curl“ (VL). Die Entwicklung zum heutigen Felltyp erfolgte in drei Stufen:
1. Lockiger Persianer, auch als „klassischer Persianer“ bezeichnet
2. Rippiger Persianer
3. Der flache Breitschwanz-Persianer mit der „eleganten“ Moirézeichnung.[17]

Eine Besonderheit im Handel war, dass immer die gesamte anfallende Ernte auf die fünf Auktionen der Hudson’s Bay Company, Anning sowie Eastwood & Holt nach London ging, ohne dass es, wie sonst üblich, einen Preisvorbehalt oder einen Rückzug der Ware gab. Zwischenzeitlich führte das dazu, dass bei dem Wechsel der Mode hin zum Nerzfell auch sehr schnell auf die Fleischproduktion umgestellt wurde. Verstärkt wurde dies dadurch, dass der Fleischverbrauch mit zunehmenden Einkommen der schwarzen Bevölkerung stieg. 1986 wich man zum ersten Mal für weiße und braune Swakara von diesem System ab, da die Gebote nicht mehr den Gestehungspreis deckte, man verkaufte sie nach verdeckten Angeboten zu einem vorher festgelegten Mindestpreis. Anfangs reisten Aufkäufer der Fellhändler durch das damalige Südwestafrika, später wurden die Felle in Windhoek gesammelt und dort nach dem besten Gebot verkauft, bis es in den 1930er Jahren zu der jetzigen Lösung kam, bei der die Züchtergenossenschaften die Felle sammeln und nach London geben.

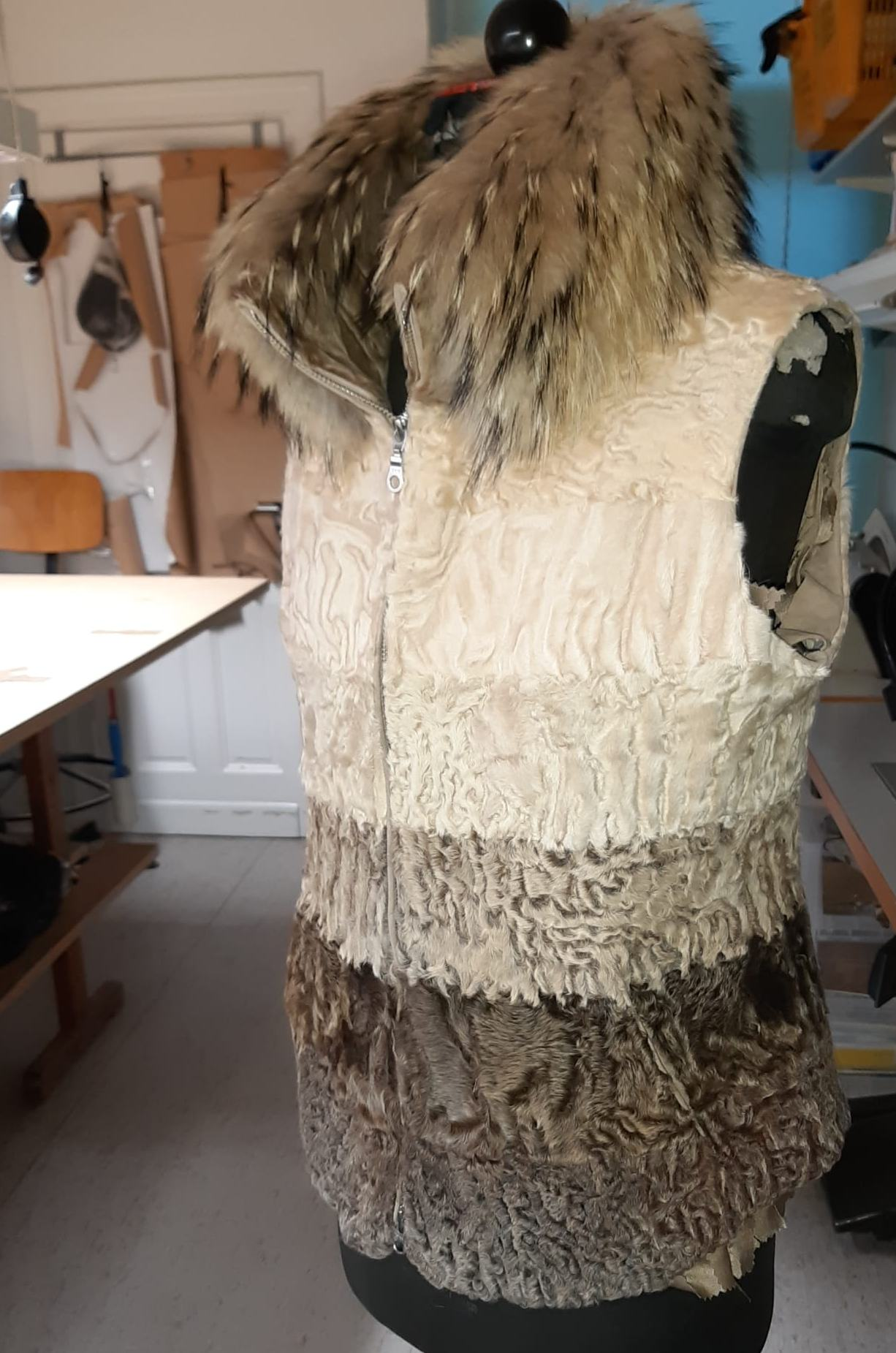
Karakulweste mit Seefuchskragen (2021)

- Die Schattierungen der grauen Swakara:

Extra Extra dark (sehr sehr dunkelgrau). Die besten Qualitäten dieser Schattierung zeigen einen guten Kontrast zwischen dem grauen Muster in der Mitte des Felles und den fast schwarzen Seiten.
Extra dark (sehr dunkelgrau). Hier ist die Farbe fast gleichmäßig über das ganze Fell verteilt und der Unterschied zu den dunklen Seiten kommt weniger zum Ausdruck.
Dark (dunkelgrau): Es überwiegt die graue Färbung
Medium (mittelgrau). Ein absolut graues Fell, in den besseren Qualitäten mit einem Blaustich.
Light (hellgrau). Die blasseste Graufärbung. Die schwächeren Qualitäten sind mit weiß gemischt und werden auch „milky“ (milchig) genannt.
Greybrown (graubraun). Eine sehr seltene Farbe in Swakara, die sich aus grauen und braunen Haaren zusammensetzt, die ineinander übergehen. Die Fellfarbe ist ansonsten als „guligaz“ bekannt.
- Die Schattierungen der braunen Swakara:

Extra dark (sehr dunkelbraun). Die dunkelste braune Färbung, sie wird als „schokoladenbraun“ beschrieben.
Black brown (schwarzbraun). Gut gezeichnete Felle sind verhältnismäßig selten, sie kommen in vielen Variationen vor. Die schwarze Farbe ist manchmal dominierend.
Dark Bronze (dunkelbronze). Die echte braune Farbe ist hier überwiegend.
Medium Bronze (mittelbronze). Die braune Farbe ist jetzt vollkommen dominierend.
Light Bronze (hellbronze). Die Farbe ist in der Tendenz weniger rötlich als mittelbronze.
Oyster (Dark) (auster (dunkel)). Eine ungewöhnliche, jedoch in vielen Fällen sehr attraktive Farbe, die eine Spur dunkel-violett aufweist.
Oyster (light) (auster (hell)). Eine viel hellere Farbe mit einer bläulichen Violett-Schattierung, die sich völlig von den allgemeinen anerkannten Farben unterscheidet.
Medium/Light (mittel/hell). Braunschattierungen, bei denen der rötliche Farbeinschlag weniger zum Ausdruck kommt.
Extra Light (sehr hell). Der blasseste der braunen Töne, auch bekannt als „Camel“ (kamelfarben).
Gold Tipped (Dark) (mit goldenen Haarspitzen (dunkel)). Eine Zweiton-Variante, der dunkle Untergrund wird durch die attraktiven goldenen Haarspitzen hervorgehoben.
Gold Tipped (Light) (mit goldenen Haarspitzen (hell)). Das Naturbraun wird durch die attraktiven goldenen Haarspitzen erhöht.
- Weiß

Reinweiße Typen werden besonders sortiert; leicht gesprenkelte Felle werden separat gehalten.
- Die Haartypen der Swakara

Lockentypen
L Kleine Mittellocke, weich/wolliger Charakter.
G Kleine gleichmäßige feste Mittellocke mit Charakter.
A Lange gezogene Locke mit sehr gutem Charakter.
K Große gleichmäßige Locke mit Charakter in den besseren Sorten.
N Sehr große gleichmäßige Locke mit gutem Muster in den besseren Sorten.
RC Überwachsene Locke mit Charakter in den besseren Sorten
Gerippte Typen
C Kleine mittlere Rippe mit ausgeprägtem Muster.
T Große Rippe mit ausgeprägtem Muster.
V Sehr große Rippe mit ausgeprägtem Muster
Halbflache Typen
F Erlesene kleine, flache Locke mit Charakter.
M Kleine bis mittlere flache Locke mit Charakter in den besseren Sorten.
KF Große flache Locke mit Charakter in den besseren Sorten.
NF Sehr große flache Locke mit Charakter in den besseren Sorten.
RB Überwachsene breite flache Locke mit Charakter in den besseren Sorten.
 Flache Typen
D/lt Breitschwanztyp, besonders leicht.
S Leichtledrige Galjak mit etwas Muster.
P Leichtledrige mit gut ausgeprägtem Muster.
D/fl Flacher Breitschwanztyp, sehr leicht.
D Etwas höherhaariger Breitschwanztyp, mittleres Gewicht.
O Breites flaches Muster, in den unteren Sorten zum Teil sehr breit gezeichnet.
RF Schwere flache Locke mit breitem Muster.
1986 betrug der Jahresanfall knapp eine Million Felle, 2007 wird er auf der Internetseite der namibischen landwirtschaftlichen Organisation Agra mit 140.000 angegeben. Bis zum Beginn der achtziger Jahre war die Produktion noch einmal wesentlich höher. Derzeit wird die Menge wieder gesteigert um der erstarkten Nachfrage gerecht zu werden.
Die verbliebenen Züchter behielten in der Zeit des Absatzrückgangs nur die besten Tiere, so dass die durchschnittliche Fellqualität heute wesentlich besser ist als zur Hauptzeit der Persianermode. (Stand 2011)
2012 verzeichnet die Züchtergemeinschaft wieder Rekordpreise für ihren moirierten Persianertyp. Auf einer Auktion in Kopenhagen wurden 118.000 Felle angeboten, der bisher höchste, durchschnittliche Verkaufspreis betrug dort 654,20 namibische Dollar pro Fell (rund 55,50 €). Im April 2017 betrug der durchschnittliche Fellpreis 500,94 Namibia-Dollars.
- Halbpersianer sind gelockte Lammfelle von Fettsteißschafen und von Kreuzungen anderer Provenienzen. Sie haben je nach Herkunft Bezeichnungen wie Krimmer, Schiras oder Bessarabische Lammfelle. Indisch-Lamm-Felle bilden eine eigene Kategorie und werden nicht als Halbpersianer bezeichnet.

Die verschiedenen Karakul-Handelssorten (Original des Pelzhändlers Jury Fränkel (englisch, vor 1972))
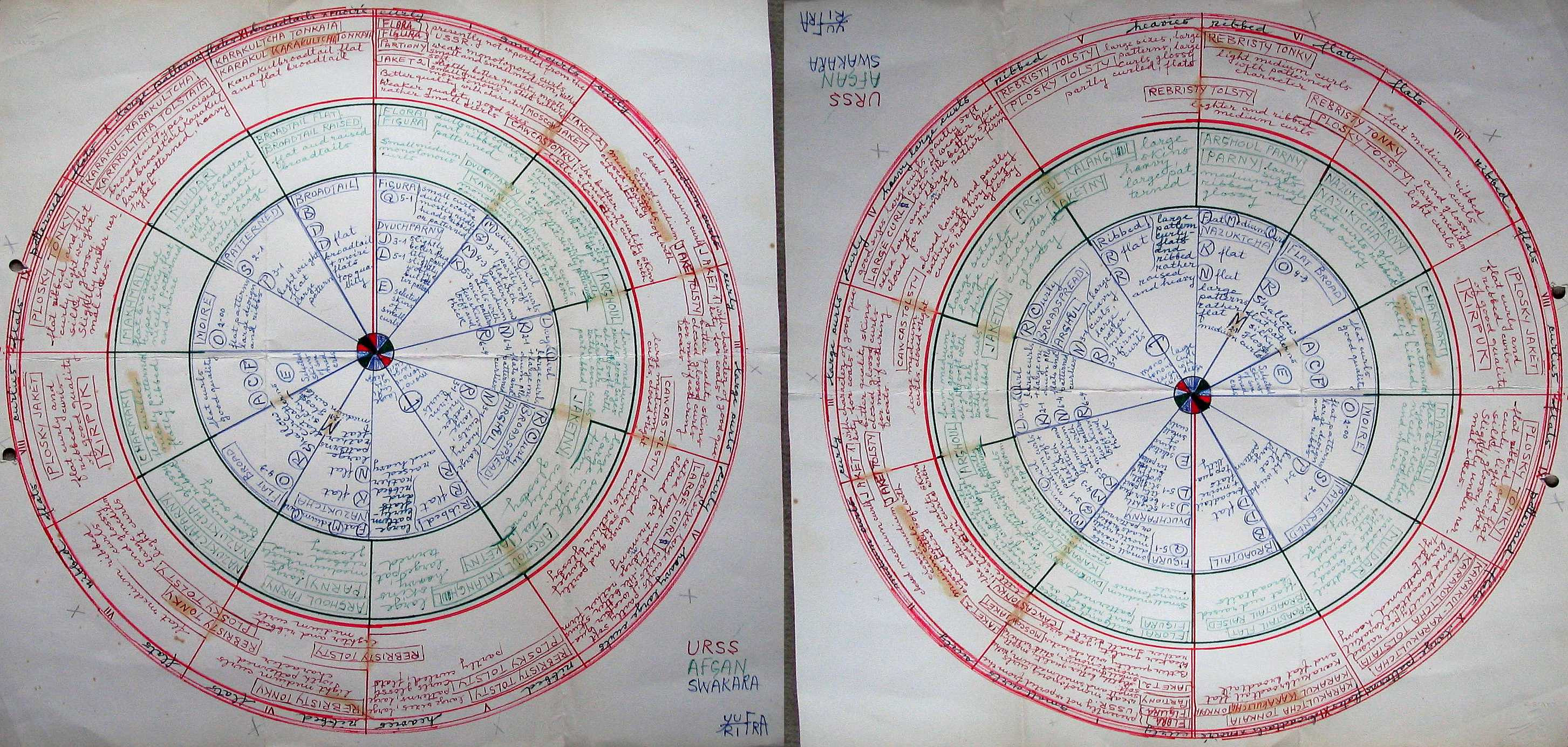

## Verarbeitung
Persianer wird meist mit dem Kopf nach unten („gestürzt“) verarbeitet, um ein glänzendes Haarbild zu erzielen.

Arbeiten eines Persianermantels
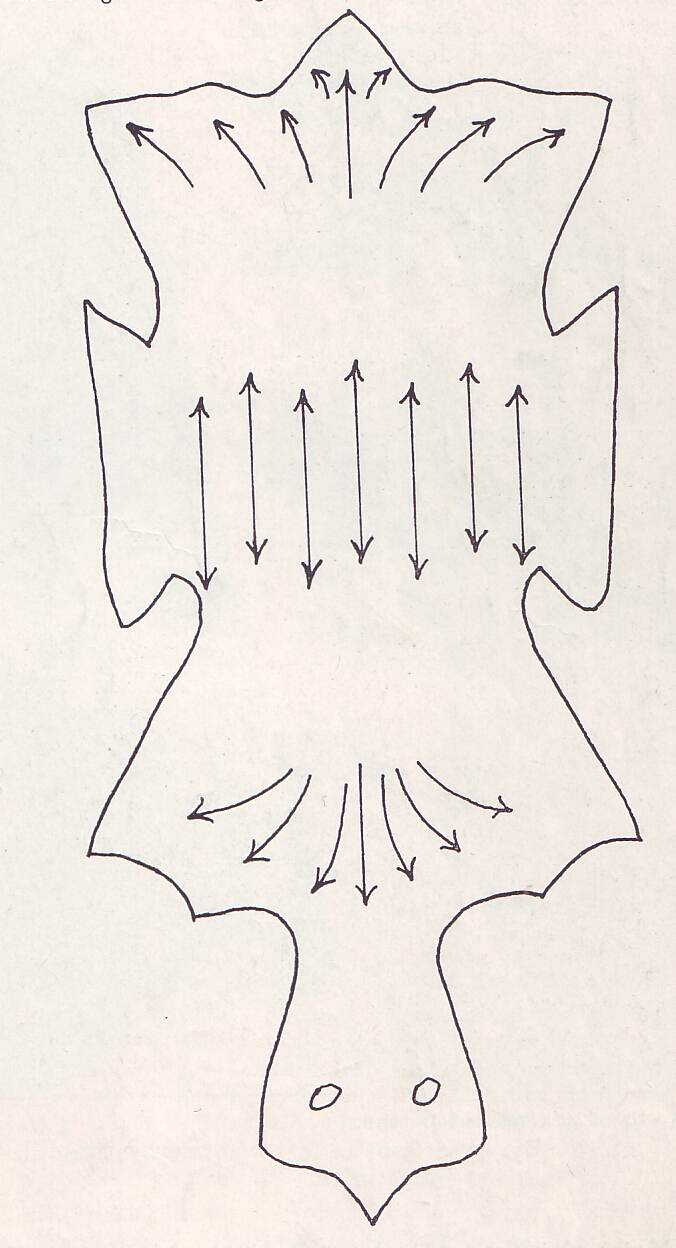
Abstrecken eines Fells
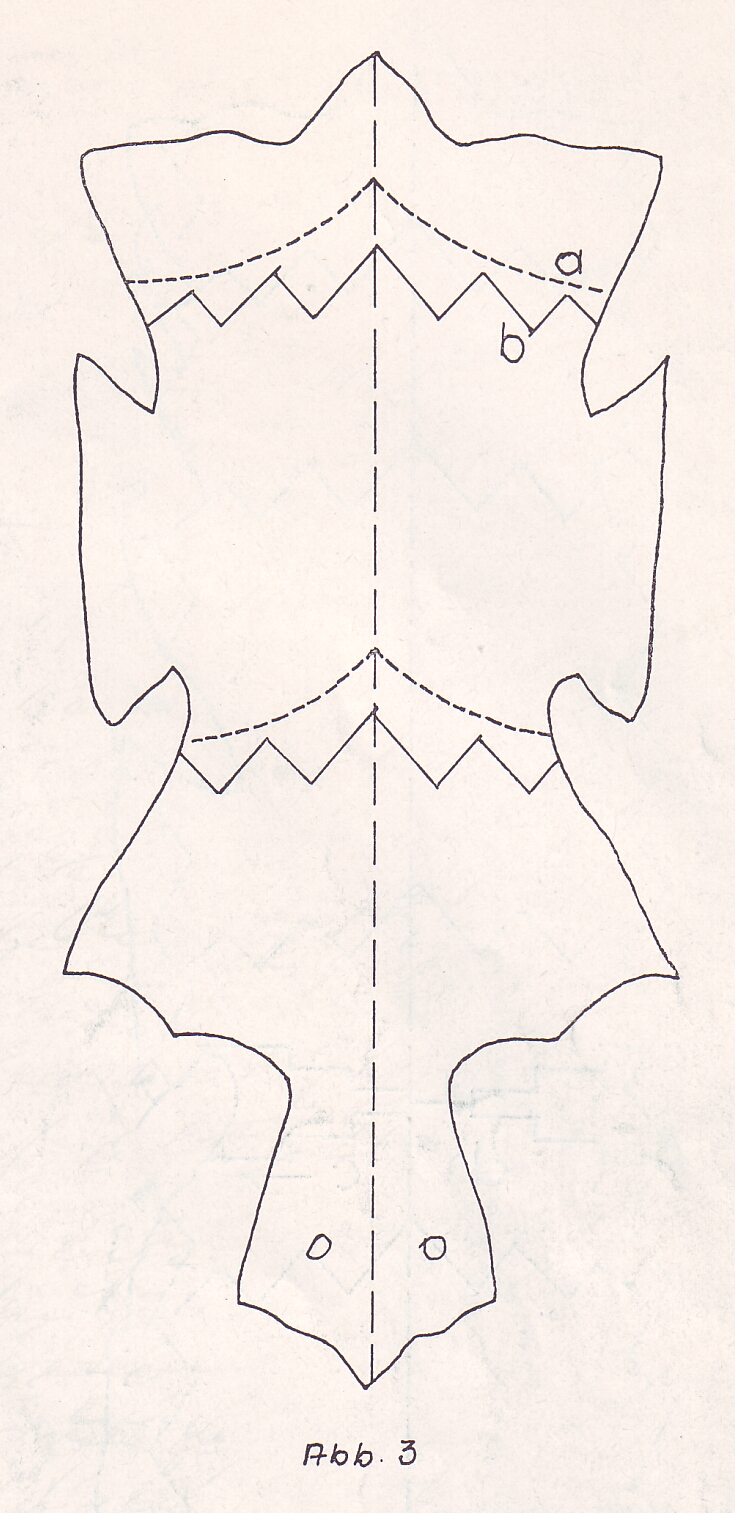
Zacken- oder Bogenschnitte zum Einschneiden
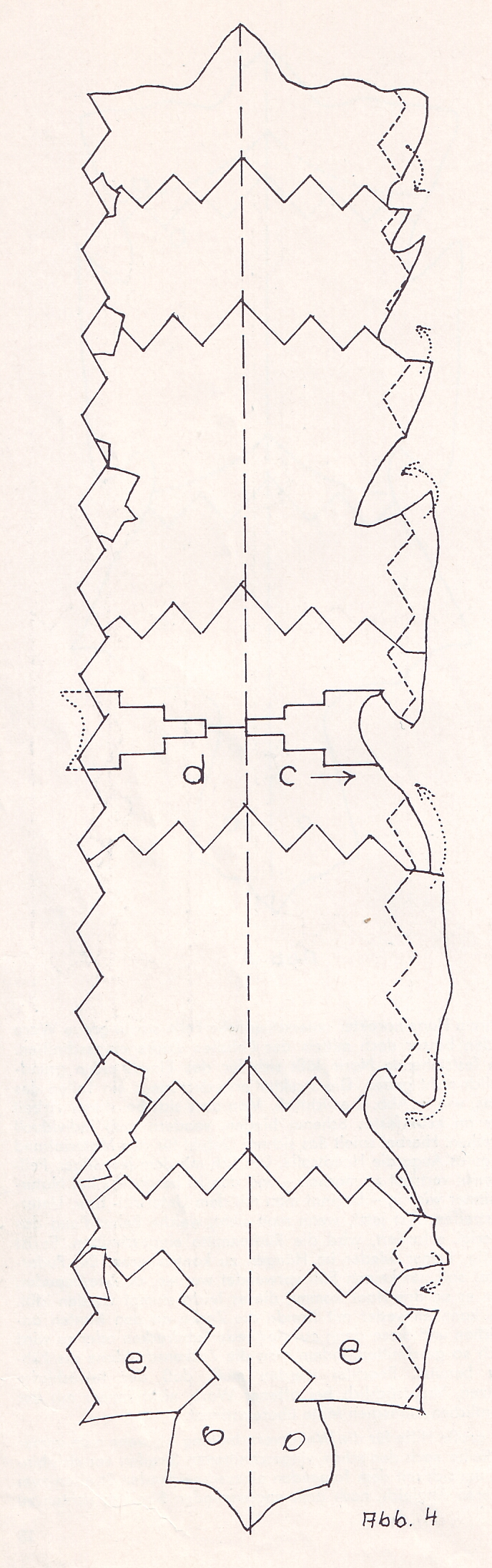
Fellstreifen
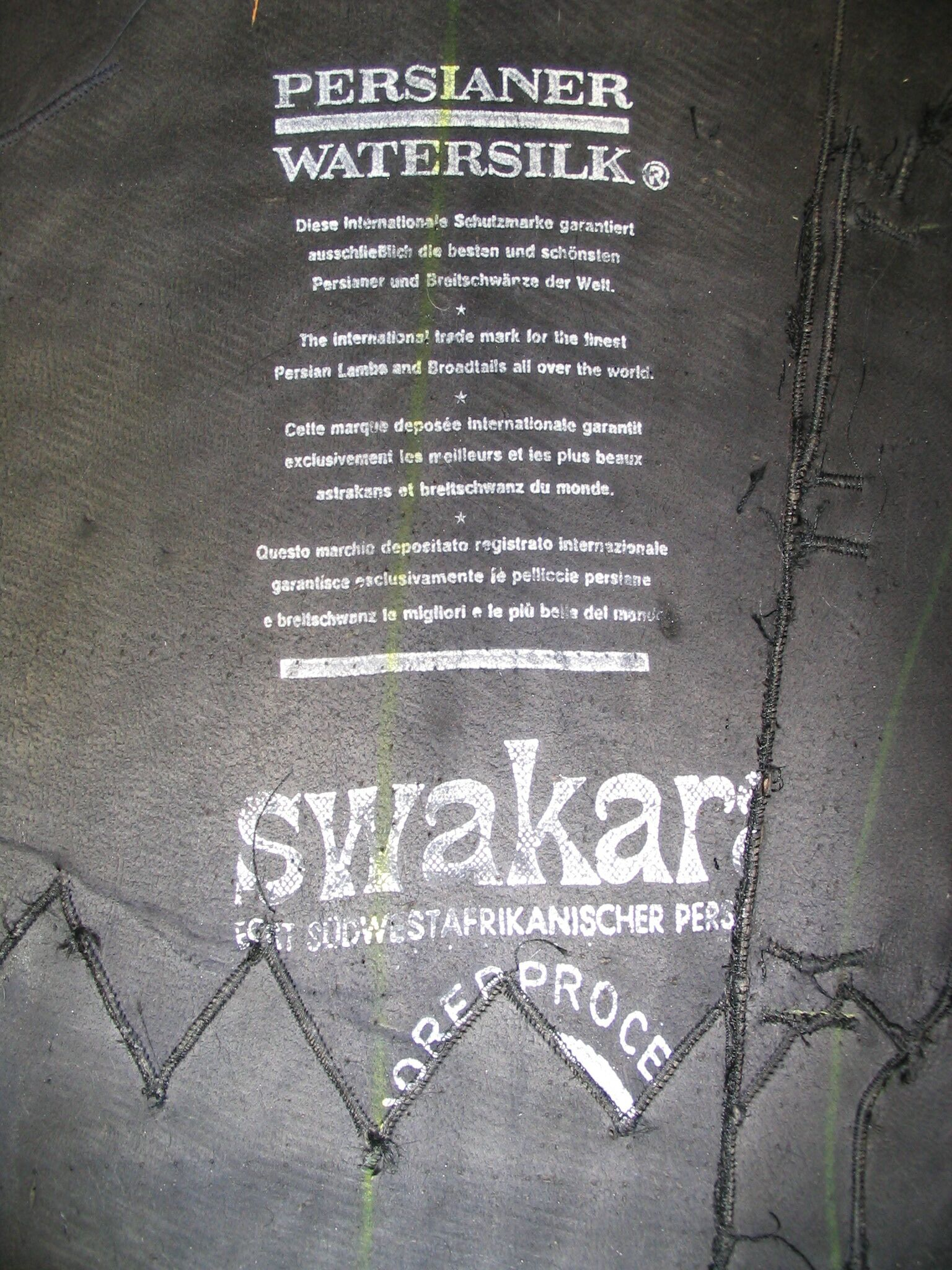
Genähte Persianer-Aufsatzacke
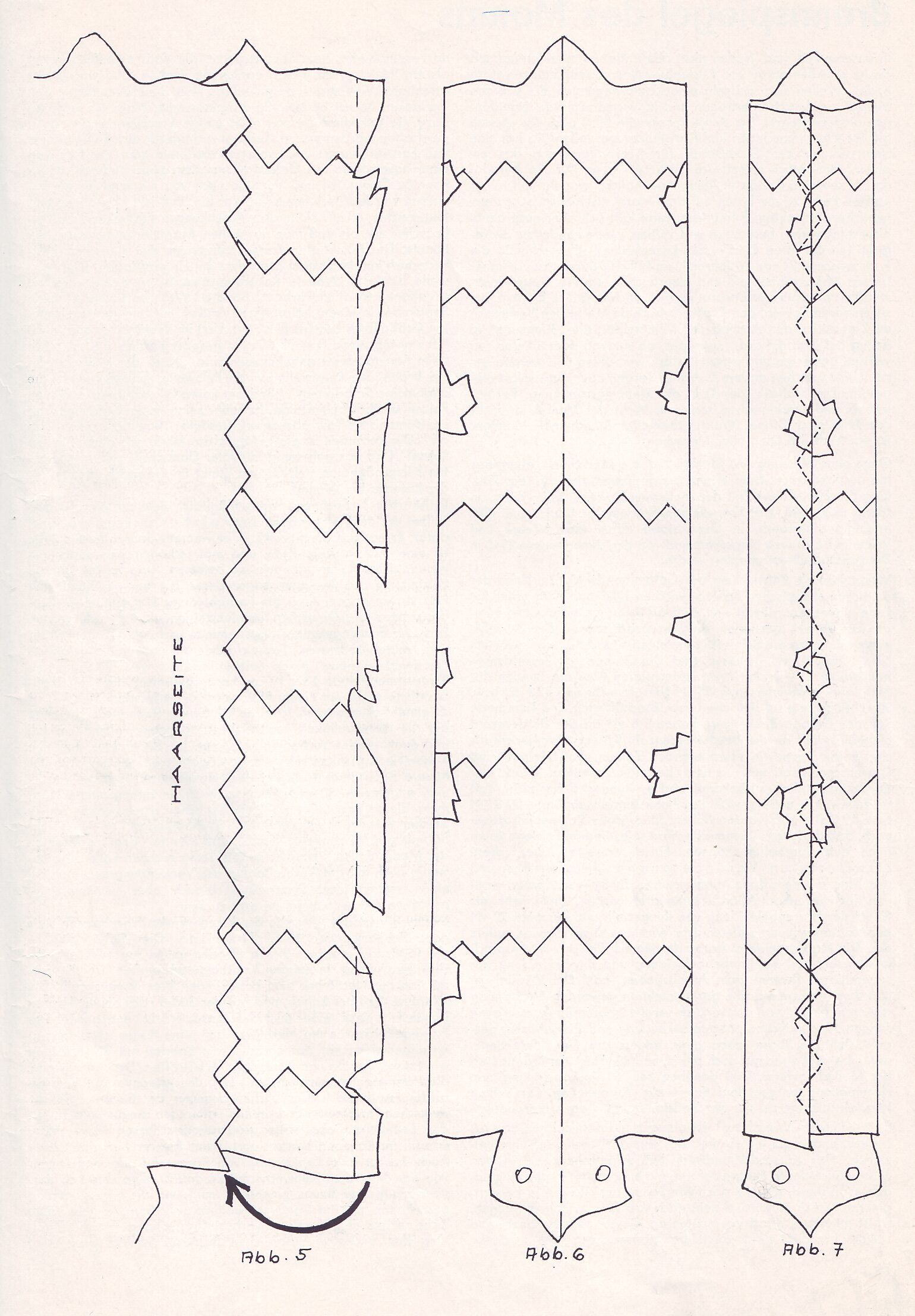
Längszacken zum Nebeneinandersetzen und Versetzen der Fellstreifen (zur differenzierten Arbeitsbeschreibung Bild anklicken)
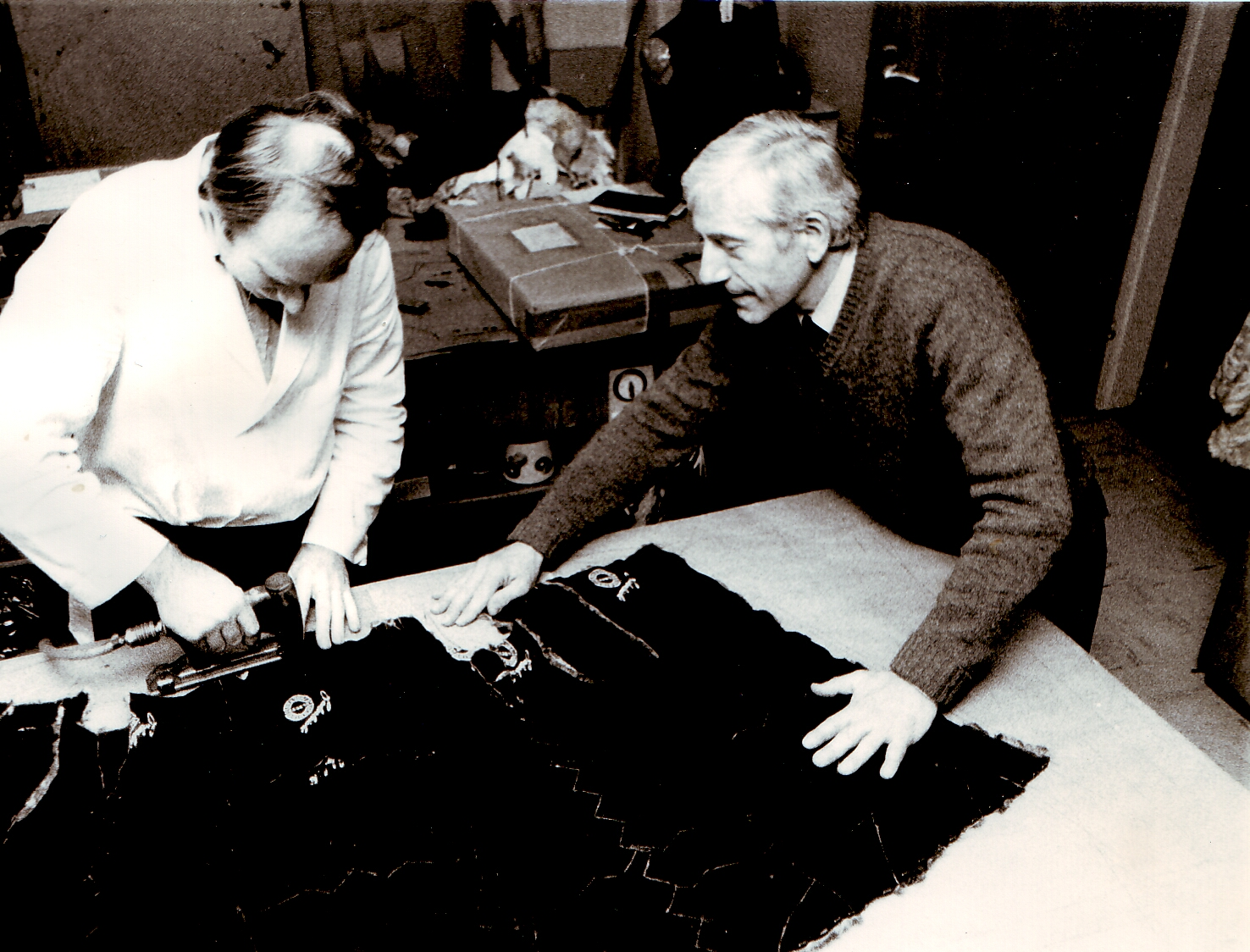
Der genähte Mantel wird feucht aufgespannt
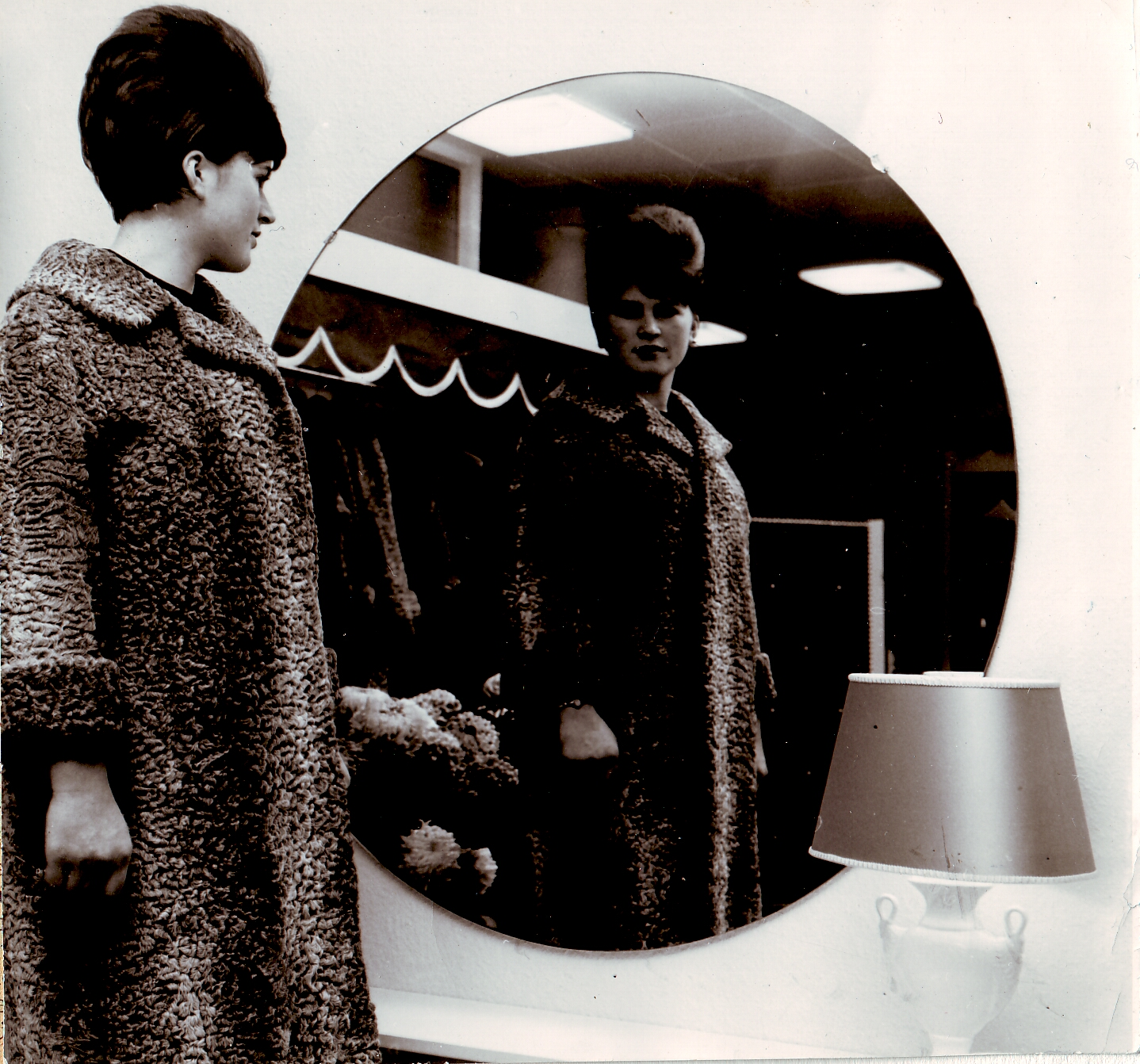
Ein Naturpersianermantel im Jahr 1965

## Daten, Fakten

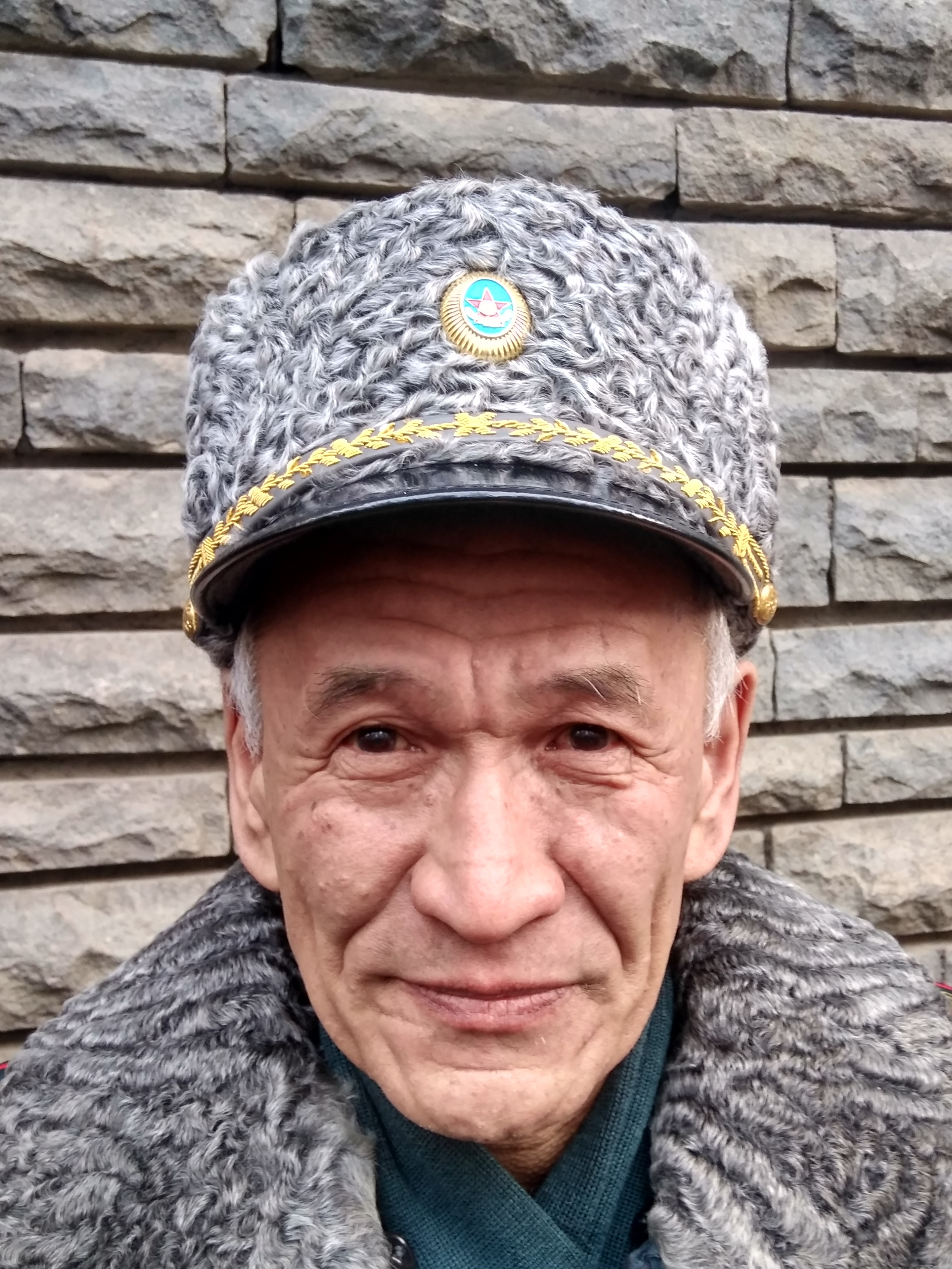
Karakul-Militärmütze und Kragen (Aserbaidschan, 2019)

- Im Jahr 1914 bedienten sich führende internationale Rauchwarengroßhandlungen zur Ankündigung der von ihnen manipulierten Edellammfelle und ähnlich gelockter Lammfellsorten folgender Bezeichnungen:[40]

| 1. | Otto Erler, New York:                    | „Krimmer, Persians, Broadtails, Astrachans“           |
| 2. | Eisenbach Bros. & Co., New York:         | „Persians, Astrachans“                                |
| 3. | G. Gaudig & Blum, New York – Chicago:    | „Broadtails, Persians, Astrachans“                    |
| 4. | F. L. Mertens, Leipzig – St. Petersburg: | „Specialitien: Persians, Broadtails, Astrachans etc.“ |
| 5. | Schulof & Co., New York                  | „Caraculs, Persians“                                  |
| 6. | J. Schütz, Wien:                         | „Broadtails, Persians, Astrachans“                    |
| 7. | Theodor Thorer & Co., New York:          | „Caraculs, Persians“                                  |
| 8. | H. F. Wagner, New York:                  | „Broadtails, Persians“                                |
| 9. | Joseph Ullmann, New York:                | „Persians, Broadtails, Caraculs“.                     |

Der Name „Persianer“ kam erst kurz vor dem Ersten Weltkrieg (1914–1918) voll zur Geltung, zuvor war fast ausschließlich „Karakul“ in Gebrauch. Als nach dem Ersten Weltkrieg Karakulfelle immer stärker gefragt wurden, setzte sich in Deutschland ausnahmslos die Bezeichnung Persianer durch, in Russland blieb es bei Karakul. Gegen Ende des 20. Jahrhunderts wurde vom Handel begonnen, neben der Bezeichnung „Swakara“ für die namibischen Karakuls wieder zur alten Bezeichnung Karakul zurückzukehren.